# 有村千佳
有村 千佳（ありむら ちか、1990年4月15日 - ）は、日本の元AV女優。東京都出身。

## 略歴・人物
2010年にAVデビュー。当時の所属事務所はマークスグループのファイブプロモーション。
2014年7月、セガのゲーム「龍が如く」のキャラクター出演をかけたセクシー女優人気投票にエントリー。
2014年8月24日、結果発表。240,688票を集め1位に、「龍が如く」最新作への出演権を獲得した。
2015年2月、セクシーアイドルユニットKÜHNのメンバーとしての活動を開始。ただしデビューライブ前に脱退。
2015年3月3日、スカパーアダルト放送大賞2015で作品賞、東京スポーツ賞を獲得。同年4月2日に自身の体調不良と新たにやりたい事が見つかったという理由で5月2日を以て引退する事を発表した。
趣味は、ショッピング。

## 作品

### アダルトDVD
- ダマし撮りじぇねれーしょん 02（8月6日、プレステージ）
- SOD女子社員があなたの自宅へご自慢のチ○ポ拝見に伺います!!（8月24日、SODクリエイト）全4名 ※「有川千明」名義
- 旦那と子供が海で遊んでいるのに…海の家エステのイヤラシイ指使いに声を押し殺しママは一瞬で燃え上がる（9月9日、SODクリエイト）全4名
- 祭でアッパーな浴衣ギャルとヤる!!（9月22日、プレステージ）全8名
- 帰ってきた!! ハメちゃうのは誰だ リターンズ 1（10月7日、ヒビノ） 全8名
- マジメな派遣介護士に精子満タンの勃起チ○コを見せつけてやったら…ヤッてくれた 3 有村千佳・芹川レイラ・真辺ひろの（10月7日、DOC）全3名
- 宅配レンタル 評判の売れっ子女優、好きにしていいのよ（10月9日（レンタル）・11月5日（セル）、クリスタル映像）全4名
- 賞金に釣られた素人女×男責め 賞金に釣られた素人女×電マ（10月21日、最強）全16名
- 上級ナンパ術!! 街で女の子に声をかけ、知り合いのすぐヤらせてくれそうな女を紹介してもらいガチで口説いたらヤれた（11月5日、DOC）全4名
- 職場で女に唇を奪われて感じた女は舌を出す 〜ゲームセンターの可愛い店員さん編〜（11月18日、ナチュラルハイ）全5名
- ウブな人妻企画 生まれて初めての風俗面接 12（11月18日、アイエナジー）全4名
- 夫の目の前で!! 赤面人妻 全裸デッサンモデル（12月7日、アイエナジー）全5名
- 満員通学バスで女達の透けた密着下着に興奮した勃起チ○ポに乙女は濡れた（12月7日、ヒビノ）全5名
- 汚物や悪臭が充満する公衆便所で働く「美人過ぎる」トイレ清掃員は、清掃中にうっかり視界に入った放尿中のチ○ポを見た瞬間、ムラムラして仕事を忘れ求めてくる。（12月7日、Hunter）全11名
- 背徳若妻のいやらしい営み ちか 有村千佳（12月13日、オーロラプロジェクト）
- エステティシャンの超絶テクで彼氏が寝ている横の彼女に気持ちいいマッサージをしたらこっそり寝取れるか!?（12月13日、はじめ企画）全5名
- クレーム対応に来た女は「断らない」から絶対ヤレる! パート4（12月23日、アイエナジー）全4名

- 好奇心旺盛な思春期娘が在籍するロリ校生ヘルスで本番ヤレるのか！？ 有村千佳・相沢えみり・芽衣奈（1月11日、ラハイナ東海）全3名
- 強制無許可中出し 淫行記録 Vol.21（1月12日、メガハーツ） ※「落合絢」名義
- ヤれる娘 色気のある淑やかな千佳20歳（1月13日、オーロラ・プロジェクト）
- 愛顔零嬢 -少女二人の鼻責め援交接待- 早坂愛梨・有村千佳（1月20日、SODクリエイト）
- フェラチオマエストロ 極上濃厚口内射精集。 3（1月21日、セックスエージェント）全8名
- ほとばしる桃尻女子大生の性欲 有村千佳（1月25日、オーロラ・プロジェクト）
- フェラコレ2011冬SP（1月25日、隼エージェンシー）全40名
- 本当はもう辞めたいけど私は本気出してないだけ 有村千佳（1月28日、BALTAN）
- 痴漢OK娘 レズスペシャル 2 満員電車に乗りあわせた極上女子校生をキスで興奮させろ（2月5日、ナチュラルハイ）全7名
- 若妻 強制射精 第八章（2月9日、ジュエル） ※「高瀬夏希」名義
- 「あなた見ないで…」旦那の為に幾度も抱かれる人妻。弄ばれながら… 04 有村千佳（2月15日、光夜蝶）
- ネットカフェで寝泊まりしているギャルや家出少女をレイプして中出しできるのか ！？ 秋川みなみ・有村千佳・芽衣奈（2月15日、ラハイナ東海）全3名
- 愛液クチュクチュオナニー 4（2月18日、OFFICE K'S）全8名
- あいつのヤリ部屋公開します！ 1 木下若菜・竹内りな・有村千佳（2月23日、フルセイル）全3名
- 素人援交生中出し 105（2月28日、プラム）※「まお」名義
- 制服奴隷少女 なお（3月14日、唾鬼）※「なお」名義
- 美人母近親調教投稿録 有村千佳（3月15日、NON）
- 手を使わずお口だけで連続射精 よつんばいフェラ 2（3月18日、SEX Agent）全6名
- 卒業式帰り女子大生の泥酔したカラダはお漏らしするほど敏感 有村千佳・来栖あさみ・宮坂レイア（3月19日、ナチュラルハイ）全3名
- 鼻コキ（3月25日、東京マニGUN’S）全5名
- 女子高生のディルドオナニー 9（4月1日、OFFICE K’S）全6名
- ご奉仕クンニとご褒美アナル責め M男君の快楽クンニ天国（4月5日、未来）全4名
- 主人には秘密にしてください… -堕ちた万引き妻- 有村千佳（4月5日、プレステージ）
- 痴漢OK娘 VOL.7（4月7日、ナチュラルハイ）全5名
- ウブちらGET 街角素人っ娘にパンチラ見せてとリアル軟派！ 3（4月10日、ホットエンターテイメント）全17名
- イラマの涙 泣きっツラにザー汁（4月15日、NON）全6名
- 夫に言えない事したいから 有村千佳（4月21日、タカラ映像）
- 部屋を片付けられないダメな女の私（しかもレズ）だけど、掃除専門のお手伝いさんを雇ってエッチなグッズを見せつけたらカワイイ女の子とヤラしいことができた。（4月21日、Hunter）全5名
- アスリート少女 佐久間梨乃（4月25日、豊彦）※「佐久間梨乃」名義
- 拝啓、お兄ちゃん。 有村千佳（5月1日、ワンズファクトリー）
- THEスローハンド手コキ 癒し系手コキとささやき淫語で暴発するM男（5月5日、未来）全4名
- 幼獄 児●ポルノ美幼女セックスフレンド 有村千佳・能世愛香（5月13日、ファーストスター）
- 完全素人ギャルが在籍するピンクサロン（キャンパスパブ）の店内で生本番ヤレるのか！？ PART2（5月17日、ラハイナ東海）全4名
- 催眠 赤 DX 43 ドキュメント編 有村千佳（5月20日、アウダースジャパン）
- 催眠 赤 DX 43 スーパーmc編 有村千佳（5月20日、アウダースジャパン）
- 催眠 赤 DX 43 スーパーコンプリート編 有村千佳（5月20日、アウダースジャパン）
- こだわりの手コキ 4時間SP 35人のハンドメイド 19（5月25日、隼エージェンシー）全35名
- せっかくのブルーレイなのにただの「ハイビジョン」って情弱過ぎ（5月27日、BALTAN）全18名 ※ブルーレイ
- 初れず ～チカとサトミ～ 有村千佳・金沢里美（6月1日、U＆K）
- 超高級舐め舐めエステティックサロン（6月4日、ATOM）全6名
- 意図的なのか？偶然なのか？僕の家庭教師は、胸チラ、パンチラ無警戒。当然勉強には集中できない！だから成績も上がらない！でも家庭教師は変えない！だってすっげーエロいっすもん。（6月4日、Hunter）全8名
- 恥ずかしすぎる脇の下 2（6月5日、ジャネス）全25名
- SUPER LADY 2 Jの戦士 有村千佳・愛海一夏・浅井千尋（6月10日、GIGA PLATINUM）全3名
- 制服失禁レイプ 有村千佳（6月13日、マルクス兄弟）
- 口だけフェラでイカされちゃった僕。（6月25日、アロマ企画）全5名
- 意地悪寸止め手コキ（6月25日、アロマ企画）全5名
- エロ美少女に騎乗られちゃった僕。～えっち大好きJK編～（6月25日、アロマ企画）全5名
- 突撃！！ 山手沿線一周駅前 ガチンコ人妻ナンパ！素人奥様にいきなり生中出し 御徒町～神田編（6月25日、ビッグモーカル）全5名
- ボクの家庭教師 M男クンの密着濃厚レッスン 有村千佳（7月5日、未来）
- 陵辱・拘束・中出し 性奴隷お嬢さま 姉・千佳篇 有村千佳（7月7日、桃太郎映像出版）
- プリプリ若い身体の女子高生を触りたくてマッサージしてやると言ってモミまくったらブルマを濡らして欲しがった（7月7日、SWITCH）全4名
- メガネが似合う妹が乳首を舐めながらシコシコ手まんこしてくれました（7月13日、マルクス兄弟）全8名
- 絶対、声だしちゃダメ！！！ 有村千佳（7月15日、ワープエンタテインメント）
- 鬼畜父親の子○犯しまくり4時間近親相姦大全集（7月19日、幼獄LiTE）全8名
- TOKYO STREET STYLE 09（7月21日、ラストラス）全6名
- もうすぐ卒業だから… 学籍番号002 有村千佳（7月22日、ONE DA FULL）
- ディルドにまたがる女子校生 7（7月25日、アロマ企画）全8名
- アキバ系ロリータ変態S美少女のM男いじり 6 有村千佳（8月5日、未来）
- 100％孕ませたい…、美人母、千佳 有村千佳（8月5日、NON）
- 癒らし。 VOL.83 有村千佳（8月5日、アウダースジャパン）
- 10人姉妹の真ん中に男は僕1人だけ！ 大家族4 山田家、海へ行く！ ～太陽の下でもボクのビッグダディ（チ○ポ）は日照り知らず！～（8月6日、ディープス）全10名
- 小、中、そして高校生の現在もアダ名が「博士」の貧弱な僕。2（8月6日、Hunter）全6名
- 美少女に無理矢理連続手コキで搾り採られちゃった僕。その4（8月13日、アロマ企画）全4名
- 催眠中毒 女子アナ 千佳22才（8月15日、催眠研究所）
- ソープランドで働かされてる○○生を救い出せ！ 2 有村千佳・西野花梨・尾野真知子（8月20日、ナチュラルハイ）全3名
- 目の前で痴漢されている女子高生とずっと目が合っていた 有村千佳・篠田ゆう・茜笑美（8月20日、SODクリエイト）全3名
- 歯医者に来た生理前の女の子達の無防備なカラダは、息がかかるくらい密着しただけで股間が濡れてしまうヤリマンモード！そんな敏感な女の子達はエロスケベな女歯科医のワタシにエッチなことをされても嫌がらない！（8月20日、Hunter）全6名
- 美少女達のおもらし顔騎オナニー（8月25日、アロマ企画）全6名
- 女子校生の指つまみコキ 指先だけでイカせちゃう！（8月25日、ジャネス）全5名
- 人妻は二度犯される 有村千佳（8月25日、マドンナ）
- ザ・猥褻映像 『友達の中絶費を工面する女子校生、ピュアな肉体がおやじたちのエサになる』有村千佳（8月25日、サイド・ビー制作室）
- 素人SEX 女子校生美少女 ちか（8月26日、SWEET GIRL）
- お仕事中のお姉さんは職場で制服のままM男の乳首をイジるのがお好き♥（9月5日、ドリームチケット）全9名
- すっぴん 有村千佳（9月5日、ドリームチケット）
- ブルマっ娘だらけの大運動会（9月8日、ATOM）全14名
- 拒めず、逃げず、声も出せない 感度良好女子 5（9月8日、アイエナジー）全5名
- 女子校生の黒ニーソ足コキ（9月15日、ワンズファクトリー）全8名
- 女王様バイブル 6 M奴隷アナル拡張計画 有村千佳（9月15日、未来・フューチャー）
- 脱がないお姉さんに抜かれたい（9月15日、ワープエンタテインメント）全10名
- 女子校生なのに人妻ってアリですか？ 有村千佳（9月19日、みるきぃぷりん♪）
- 自宅やオフィスに来てくれる最近流行のH行為厳禁の高級出張アロマエステマッサージを母親以外の女性が1度も来た事の無い僕のアパートに呼んだら、今まで相手にされたこともない格差あり過ぎ超S級美女と部屋で二人きりになれた！（9月22日、Hunter）全6名
- 仮眠室で夜這いされても「舐めさせて…」とねだるドM看護師（9月22日、ナチュラルハイ）全4名
- 失神泡吹き痙攣 ペットボトルロケットアクメ（9月22日、ATOM）全5名
- ＠素人女王様、募集します。 02 有村千佳（9月25日、未来）
- 新B.B.ボーイズに目覚めちゃった僕。（9月25日、アロマ企画）全6名
- ザ・猥褻映像 『友達の中絶費を工面する女子校生、ピュアな肉体がおやじたちのエサになる』 有村千佳（9月25日、ナックル）
- 女子校生ズボズボおま○こディルドオナニー（9月25日、ジャネス）全5名
- M男の顔面にペニバンを付けて穴あきパンティオナニーする女子校生（9月25日、未来）全5名
- 照れるほど見つめられるフェラチオ 目が離せないフェラチオとホッペが膨らむ口内射精（10月5日、ドリームチケット）全9名
- 部活終わりの女子高生に超秘伝エスニック系媚薬入りドリンクを飲ませたらブルマを濡らしてチ○ポを欲しがった。（10月6日、SWITCH）全4名
- 種付け女学園…体育教師 千佳 有村千佳（10月13日、イエロー）
- ハードディープフェラ＆SEX vol.5 厳選！嗚咽と涙にまみれた16人の娘達（10月13日、オーロラプロジェクト・アネックス）全16名
- コスプレSEXシンドローム 有村千佳（10月15日、ワンズファクトリー）
- 監禁され妊娠した妻を愛せますか? 有村千佳（10月15日、スターパラダイス）
- 超高級舐め舐めエステティックサロン（10月18日、ATOM）全6名
- 近親相姦投稿記録 家族水入らず 2（10月25日、jump）全5名
- 淫交尻娘 6 〜エロ尻娘のドスケベ補習〜 有村千佳（10月25日、デジタルアーク）
- エロ腰騎乗位オナニー（11月4日、OFFICE K’S）全5名
- 美熟女センズリ鑑賞 9 ～チ○ポを見たくて仕方がない美熟女たち～（11月5日、ジャネス）全4名
- 可愛い義姉妹に強制で連続射精させられちゃった僕。 有村千佳・朝倉ことみ（11月13日、アロマ企画）
- キレイなお姉さんの淫語バーチャルパンストプレイ 〜美脚美尻×パンティ×パンスト〜 有村千佳（11月15日、ジャネス）
- 蛸女（11月18日、葡萄館）全5名
- けしからん！ ムチムチのおみ足 2（11月18日、セックスエージェント）全6名
- ザ・リアル映像 注意したらヤれた女子校生 有村千佳（11月25日、サイドビー）
- Layers ; Gate HD+DVD（11月25日、トータル・メディア・エージェンシー）全6名
- superlady generation 1 愛海一夏・有村千佳・美咲菜々子（11月25日、GIGA）全3名
- 働くお姉さんのタイトスカート尻コキ（12月1日、Fetishist）全12名
- 極上素人とヤリたい！ SSS級素人の美少女コレクション 14（12月1日、GALLOP）全7名
- 罵倒手コキ（12月1日、ラハイナ食堂）全7名
- 鏡の前で自己陶酔しながら、ディルドにまたがり失禁するほどマ●コをほじる女達 2（12月2日、AFRO-FILM）全12名
- メイド in prin 有村千佳（12月7日、みるきぃぷりん♪）
- 人妻の危険なアルバイト 奥さん、たんまり稼いでもらうわよ! 有村千佳・ミュウ（12月7日、マドンナ）
- M男的フェラBEST4時間（12月15日、ジャネス）全12名
- 卒業 2 其の十二 有村千佳（12月22日、プレステージ）
- ローション女子校生（12月22日、KEU）全4名
- 新・元祖スーパーヒロイン 11 忍者大戦争 麗忍アスカ編 有村千佳（12月23日、GIGA）
- 美少女肉壷扱い ちか（12月24日、ラマ）
- ザ・リアル映像 注意したらヤれた女子校生 有村千佳（12月25日、サイドビー）
- 秘密のアルバイト〜欲しがりな新妻〜 有村千佳（12月25日、美）
- オナクラ肉棒なぶり（12月25日、MOTHERS ENTERTAINMENT PICTURES）全7名
- 放課後アナル狩り「前立腺崩壊！！ペニバンレイプ！！」（12月25日、ラハイナ食堂）全6名

- 最愛の恋人（両腕）を失った（骨折した）童貞の僕は、入院生活で日課のオナニーが出来ずにムラムラして妄想だけで勃起。不憫に思ったのかナースさんが内緒でオナニーを手伝ってくれた！（1月7日、Hunter）全6名
- 上手すぎるフェラ 素人娘の驚きのフェラチオテクニック集めました。（1月7日、OFFICE K’S）全10名
- 明日に挙式を控えた知り合いの女のウェディングドレス姿を見て興奮してしまった僕は… 有村千佳・朝倉ことみ・相島奈央（1月11日、DOC）全3名
- 銭湯で代わる代わる犯され続ける女子マネージャー 有村千佳（1月13日、マルクス兄弟）
- 援交 転校生 ちか 有村千佳（1月13日、［アップス）
- オナクラ Stage02 オナニー倶楽部 有村千佳・赤西ケイ・広瀬ゆな（1月13日、MOTHERS ENTERTAINMENT PICTURES）全3名
- 人気女子アナとバレないようにこっそりやっちゃった俺 椎名みくる・成瀬心美・有村千佳（1月19日、アキノリ）全3名
- The Paranoia CHANNEL ディルド de オナニー 2（1月19日、Fetish Box）全4名
- JKディルドオナニー 1（1月20日、OFFICE K’S）全5名
- 月刊 パンティストッキングマニア 2（1月20日、OFFICE K’S）全4名
- W女王様 放課後の祭典（ミストレス女教師＆サディスティック女子校生）有村千佳・アゲハ女王様（1月20日、未来）
- パンストつま先足裏フェチズム（1月20日、ジャネス）全15名
- シチュエーションドラマ催眠 9（1月20日、アウダースジャパン）全5名
- コスプレ例大祭 3（1月23日、TMA）全6名 ※西行寺幽々子役
- A○B候補生強制オ○ンコ営業 ちか 有村千佳（1月25日、サムシング）
- ザ・女子校生映像 ナックル女子校生総集編（1月25日、ナックル）全4名
- 早漏チ○ポを鍛え上げる凄テク 有村千佳（1月27日、EROTICA）
- 女子校生の性生活はM男いじめでアナル責め。、File.002、有村千佳（1月30日、未来・フューチャー）
- おねだり 有村千佳（2月1日、S-Cute）
- 働くオンナ獲り vol.13（2月1日、プレステージ）全6名
- 我マンできないオンナたち 自画撮りオナコレ（2月1日、ワンズファクトリー）全10名
- ツンとした感じがタマらない気になるカノジョに猫耳つけたらデレデレしまくる従順ペットになっちゃった（2月5日、NON）全6名
- 同級生レズ 2、〜離れるまでの3日間、愛し合う2人でしたい10のこと〜 ゆうきさやか・有村千佳（2月9日、ディープス）
- 授業中にノーパンになってくれる従順な教え子5人と俺物語（2月9日、アキノリ）全5名
- 友達の姉に誘惑されて痴女られた俺（2月9日、アキノリ）全4名
- パンストお姉さんにいやらしい言葉を言わせてみたい（2月10日、マックス・エー）全5名
- 有村千佳が素人M男の自宅に突撃訪問（2月10日、未来・フューチャー）
- 手加減ナシのアナル舐め手コキ（2月13日、マルクス兄弟）全10名
- Sister Chocolate Cake 妹チョコレートケーキ 有村千佳（2月15日、ワンズファクトリー）
- 超キュートなKISS魔の濃厚接吻手コキ 3（2月15日、ジャネス）全4名
- デリヘルレズビアン（2月17日、虎堂）全7名
- 「金曜日の仕事帰りホロ酔い美淑女の尻に勃起チ○ポを擦りつけたらヤられるか？」 VOL.4（2月23日、DANDY）全5名
- M男泣き！悶絶ペニバン責め（3月2日、OFFICE K’S）全6名
- 転校したら男は僕一人ぼっちだった…。、8（3月8日、アキノリ）全24名
- 研修中の看護学生に手を出した俺（3月8日、アキノリ）全4名
- 嫁は他人にNTR（寝とら）れ俺は別の女に何回もイカされてしまった。（3月8日、アキノリ）全4名
- 中出しネコ耳メイド狩り（3月9日、トータル・メディア・エージェンシー）全6名
- 痴漢弁護人 有村千佳・神谷さき・倉木春（3月15日、グローリークエスト）全3名
- キレイなお姉さんの背後から寸止め手コキ（3月15日、ジャネス）全5名
- メガネ巫女 有村千佳（3月15日、アイズム）
- 美女傀儡 2 有村千佳（3月22日、MAD）
- 働く女性の4割以上が年収200万円以下ってニュースを聴いて性的興奮を感じるのは”格差萌え”というフェチジャンル（3月23日、BALTAN）全6名
- 昼下がりの若妻凌辱団地、1号棟、〜淫欲の強制立ち退き命令〜 波多野結衣・有村千佳（3月25日、マドンナ）
- 催眠契約 千佳 女子アナ 23才 有村千佳（4月1日、催眠研究所別館）
- 物凄い激顔射！（4月1日、ワンズファクトリー）全12名
- 長距離フライトで溜まった性欲を帰りのリムジンバスで発散するキャビンアテンダント、発情CAバス（4月5日、ディープス）全5名
- ガニ股de指入れオナニー（4月5日、ジャネス）全5名
- 理想のパンスト上司 有村千佳（4月13日、なでしこ）
- 『唾液まみれにしてあげる』Mっぽい男が好きな有村千佳（4月15日、未来・フューチャー）
- 近親夜這い（4月19日、グローリークエスト） 全5名
- けつまんこ 真性アナルM男調教（4月19日、みるきぃぷりん♪）全6名
- 高額バイトに集まってきた素人娘 vol.12（4月20日、最強）全15名
- 3連射フェラはマジでツボ。（4月20日、SEX Agent）全7名
- 悩殺的足摩擦、ビジネスウーマンの淫らなフットワーク（4月20日、SEX Agent）全7名
- すっぴん美少女と性交 透きとおる柔肌をベロベロしながら交尾する 4時間（4月20日、ドリームチケット）全8名
- ベビーシート付自転車に乗った奥様は欲求不満？ちょっと優しい言葉をかけたら瞬く間に奥様にまたがられてしまった俺（4月21日、アキノリ）全4名
- 無類の黒タイツ・パンストフェチ（4月21日、KEU）全5名
- JK、Bitch チカッチの美尻で男を手玉にとる方法 有村千佳（4月23日、デカ拳）
- 「やめて下さいと言いながら･･･」 若妻性感オイルマッサージ（4月25日、ジャネス）全5名
- 美女率が異常の丸の内OLは手コキからして違うという事実（4月27日、BALTAN）全10名
- 指入れオナニー（5月1日、ワンズファクトリー）全12名
- The CFNM 僕は素っ裸でイカされる（5月1日、Fetish Box）全4名
- ヤリ部屋公開します！ BEST 8時間（5月2日、プレステージ）全24名
- 美熟女センズリ鑑賞11 ～チ○ポを見たくて仕方がない美熟女たち～（5月5日、ジャネス）全4名
- 指コキ カリが異常に刺激される至極のテクニック（5月5日、ジャネス）全4名
- 手淫疑似SEX 加圧手コキでオ○ンコを完全再現（5月5日、未来・フューチャー）全4名
- 美脚オフィスレディー 魅惑のストッキング（5月5日、フリーダム）全5名
- 淫縛しつけ 恥辱に目覚めた、いいなりM妻 有村千佳（5月13日、マルクス兄弟）
- 四つん這いで竿を後ろにされゆっくりアナル舐められスッポンチ○ポしゃぶりで口内発射（5月15日、ジャネス）全5名
- 高濃度 激エロ娘 有村千佳（アイズム、5月15日）
- 悩殺手コキ業務 ビジネスウーマンの淫らなハンドワーク（5月18日、SEX、Agent）全7名
- 入院すると女も欲求不満？ 隣のベッドになるJKが次々と俺のチ○ポに迫ってきた（5月24日、アキノリ）全7名
- 子○もはロリコンおじさんに犯される運命 子ど○セックス8時間 有村千佳・あすかみみ・双葉みか ほか（5月25日、jump）
- ペロフェラ（5月25日、トータル・メディア・エージェンシー）全4名
- 甘えん坊のボクに浴びせられる優しい淫語 有村千佳（6月1日、Fetish Box）
- 乱れ着衣でフェラ（6月5日、ジャネス）全4名
- 高圧的な態度をとる美人メガネ秘書に短小・包茎チ○ポをバカにされた… 星崎アンリ・眞木あずさ・有村千佳（6月5日、フリーダム）全3名
- コスプレみるきぃ コスプレ美少女と性交 CHIKA 有村千佳（6月7日、みるきぃぷりん♪）
- 病院で隣のベッドにお見舞いに来た女のパンチラは欲求不満のお誘いサイン？！ チ○ポだけ元気な俺はカーテン越しにぷりぷり揺れる女の尻に突き立ててやった（6月7日、SWITCH）全5名
- 川の字で寝ていた姉が我慢できずに漏らす喘ぎ声を聞いて発情しだす妹 5（6月7日、ナチュラルハイ）全5名
- スーツでごっくん。滲み出る悩殺フェロモンフェラ。2（6月15日、SEX Agent）全8名
- 有村千佳のアニコスっ！（6月15日、ワンズファクトリー）
- 女子校生オマンコおっぴろげコレクション 4（6月15日、OFFICE K’S）全25名
- レズ奴隷 VOL.6 玩弄美隷・崩壊する誇り高き女医のプライド 森ななこ・有村千佳・あすかみみ（6月21日、ディープス）全3名
- 友達の家に遊びに行ったら、風呂上りで全裸にバスタオル1枚の女子校生の妹とバッタリ遭遇。妹は思わせぶりな視線で誘惑し、やりたい盛りの男が取る行動はただ1つ！Part2（6月22日、SCOOP）全5名
- ペニバンイラマチオ!!ドSな腰振り痴女たちのM男口内レイプ! 2（6月25日、未来）全7名
- ぶっ濃い暴発がしたい！ 2 欲深き痴女のねっとりとした濃厚責め（7月5日、ジャネス）全4名
- 女スパイのアナル潜入 星崎アンリ・眞木あずさ・有村千佳（7月5日、フリーダム）全3名
- きまぐれ☆ボンテージクイーンのM男調教 8 FINAL、有村千佳（7月5日、未来）
- おねだり美人妻の誘惑濃厚接吻手コキ 2（7月5日、ジャネス）全4名
- 放課後ソープランド 3（7月5日、アキノリ）全12名
- 女スパイのアナル潜入 星崎アンリ・眞木あずさ・有村千佳（7月5日、フリーダム）全3名
- 催眠SEX 4 ～ドキュメント編～（7月6日、アウダースジャパン）全5名
- 催眠素顔（7月10日、催眠研究所）全8名
- コスプレ角オナニー つぼみ・みづなれい・仁科百華・有村千佳　ほか（7月13日、TMA）
- 痴漢バスに乗り合わせた女子校生 4時間（7月13日、BAZOOKA）全6名
- 素人お姫様生中出し 008 有村千佳（7月15日、プラム）
- 有村千佳をダルマ拘束して、身動きをとれなくして強制イカセ・輪姦・中出し・ごっくん・ぶっかけ・イラマチオ！、有村千佳（7月19日、クロス）
- 脚責め天国！集団美脚イジメ パンストOL編（7月20日、OFFICE K’S）全9名
- 月刊 パンティストッキングマニア Vol.7（7月20日、OFFICE K’S）全4名
- 美人母近親調教投稿録、家庭内相姦調教編、4時間（7月20日、NON）全6名
- 寸止めパンスト手コキがナイロン過ぎてもう堪らん。（7月20日、NON）全7名
- ちんちん手マン もう入れてと懇願しヨガり狂う女たち（7月20日、SEX Agent）全7名
- 孕ませ中出し例大祭 第三章 有村千佳（7月25日、CMP）
- プラチナ貧乳アイドル大全集10年分まとめて130人16時間（7月27日、トータル・メディア・エージェンシー）全130名
- 祭りでテンションが高くなった浴衣娘はココロもカラダも開放的になる！軽く声をかけたら、思ったより簡単にナンパに成功して、ぐっちょり濡れたタダマンをゲット！！（7月27日、SCOOP）全5名
- オマ○コ見せつけ脚コキ（8月3日、OFFICE K’S）全7名
- みるスポ！ 有村千佳（8月7日、みるきぃぷりん♪）
- 初撮り 現役美大生 えみ21才 イッたことない奥手女学生初撮り 有村千佳（8月7日、桃太郎映像出版）
- 四畳半の自宅にやって来た出前娘に風呂上がりのふりをしてスッポンポンで出迎え、玄関先でギン勃ちチ○ポから溢れ落ちるガマン汁を見せつけたら、スゴい勢いでジュルジュルと舐めてきた!! 2（8月9日、Hunter）全6名
- SEXのハードルが異常に低い世界 3（8月9日、ディープス）全10名
- THE スローハンド手コキ 癒し系手コキとささやき淫語で暴発するM男 DX4時間（8月15日、未来）全16名
- 女の子向けの洋服屋さんで興奮して、勃起チ○ポをコッソリ擦りつけ痴漢したら可愛い女子店員がソノ気になった。（8月23日、SWITCH）全5名
- 2年もメーカーやってるとこう言うエグいセックスが見られる（8月24日、BALTAN）全20名
- 「熟女の口はもっと嘘をつく。」、熟雌女anthology、＃084、有村千佳（8月24日、アウダースジャパン）
- 不幸な女の結末… 有村千佳・桐原あずさ（8月25日、セレブの友）
- 悪戯な有村千佳（9月5日、未来）
- 人気女子アナウンサーがお送りする!!Hで為になる情報ライブAV番組、'SODワイドショー' 有村千佳・杉崎杏梨（9月6日、SODクリエイト）
- スパルタ手淫授業 手コキいじめ（9月7日、OFFICE K'S）全10名
- 下半身3点責め Vol.4（9月7日、OFFICE K'S）全11名
- スケベ熟女愛液べっちょり指ずぼオナニー 2（9月7日、葡萄館）全6名
- バーチャルヒプノシストSP 2（9月7日、アウダースジャパン）全9名
- 変態は生徒会長 先輩と私の課外活動 有村千佳・初美沙希（9月13日、U&K）
- スーパーヒロイン危機一髪!! Vol.45 SUPERLADY Alisa編 有村千佳・桜瀬奈・やざわかりん（9月14日、GIGA）全3名
- 制服美少女 8時間DX（9月21日、クリスタル映像）全24名
- ザ・フェラ映像 フェラチオ×14人（9月25日、ナックル）全14名
- 着衣尻が好き パンティに包まれた尻にこすりつけたい（10月5日、OFFICE K'S）全4名
- 発情マダム男根狩り 欲情した極エロマダムが本能のままに男を犯す圧迫顔騎＆強制騎乗位イキまくり男根快楽地獄攻め!（10月13日、セレブの友）全7名
- 妹婚! 2 有村千佳（10月13日、PSYCHEDELIC、PUPPET）
- ヒクつく尻穴 女子校生!!ズボズボ美尻ディルドオナニー（10月13日、ワンズファクトリー）全10名
- 「父親」と「娘」の両方に媚薬を飲ませたら…親子媚薬近親相姦（10月18日、ATOM）全5名
- 美しき大人のレズビアン 双頭バイブエクスタシー 有村千佳・波多野結衣（10月18日、ヒビノ）
- 欲求不満妻たちのセンズリ鑑賞 其の四（10月19日、OFFICE K’S）全5名
- 美少女即ハメ白書 05（10月20日、デジスタ）全4名
- 鬼上司の目の前で娘を酔わせて『レイプ』、お父さん、ごめんなさい 有村千佳（10月25日、ナックル）
- ヒロイン討伐パック 02 小泉のぞみ・有村千佳・芹沢つむぎ（10月26日、GIGA）全3名
- ヒロイン凌辱パック 02 小泉のぞみ・有村千佳・芹沢つむぎ（10月26日、GIGA）全3名
- ヒロインフェチパック 02 小泉のぞみ・有村千佳・芹沢つむぎ（10月26日、GIGA）全3名
- 素人若妻ナンパ中出し 撮り下ろし8時間スペシャル 2（10月26日、おかず。）全10名
- ありがとう10周年！ 至れり尽くせり究極のKMP学園祭スペシャル！！（10月26日、おかず。）全10名
- マジイキ淫語オナニー 2（11月2日、OFFICE、K'S）全7名
- 10人姉妹の真ん中に男は僕1人だけ！大家族 8時間拡大スペシャル！！ ～僕のビッグダディ（チ◎ポ）は一年中休むヒマ無し！～（11月8日、ディープス）全40名
- 催眠研究室SP 2（11月9日、アウダースジャパン）全4名
- 超装戦隊マーシャルフォース 有村千佳（11月9日、GIGA）
- 巷で噂のレズビアンデリバリーヘルス 〜男性でも利用できる鑑賞コース〜（11月13日、U&K）全6名
- 有村千佳 コレクターズエディション4時間（11月13日、マルクス兄弟）
- 未成年裏風俗摘発！女子校生が働くピンサロ店 2（11月16日、大久保ヤンキース）全7名
- 別刊 パンティストッキングマニア Vol.11 レズビアン（11月16日、OFFICE K’S）全6名
- スケベ熟女欲求不満妻と相互オナニー。（11月16日、OFFICE K’S）全5名
- 万年補欠の僕とマネージャーが部室で2人きり。 帰宅途中に突然の大雨にふられた僕が部室に戻るとズブ濡れのマネージャーが！濡れて下着が透けたマネージャーを見た僕は思わず勃起。そんな下半身の事情も知らずに「風邪をひくから」と心配され、彼女に無理矢理脱がされ勃起がバレてしまい…。（11月22日、Hunter）全6名
- 理想のパンスト上司 誘惑SEX総集編（11月23日、なでしこ）全6名
- 結婚後、性感があがった人妻が通う秘密の潮吹きエステ！キワドイ所を触られ、思わず感じてしまう人妻スペシャル！！（11月23日、SCOOP）全5名
- 超美少女のイジワルな亀頭責め（11月25日、未来）全10名
- 淫汁淫語天下無双 JUICY ONANY!! 大放出! DOBA×2 ベスト 完全主観 濃縮還元淫語汁(ジュース) （12月1日、MOTHERS ENTERTAINMENT PICTURES）全15名
- 新感覚官能ドラマ Vol.4 友達のいる女子校生､友達のいない女子校生 有村千佳・つぼみ（12月4日、SIDE-A）
- ボンデージの虜 M男調教QUEEN 有村千佳（12月5日、未来）
- 完全主観 罵倒地獄 2 僕に浴びせる言葉の暴力（12月5日、フリーダム）全44名
- 女子校スワッピングレズビアン（12月7日、虎堂）全4名
- 小便ぶっかけ顔面騎乗（12月7日、OFFICE K’S）全6名
- 無敵美神ビューティー（討伐編・フェチ責め編・凌辱編）有村千佳（12月14日、GIGA）
- ヒロイン大活躍 自由戦士フェニックス 有村千佳（12月14日、GIGA）
- 淫らな言葉をぶっかけてあげるわ 魅惑の官能淫語プレイ 有村千佳（12月15日、ジャネス）
- 狂うほど焦らして暴発させてア・ゲ・ル 4時間（12月15日、ジャネス）全10名
- アキバ系ロ○ータ変態S美少女のM男いじり DX 4時間スペシャル VOL.2（12月15日、未来）全6名
- 粘着系イチャつき淫語 有村千佳（12月19日、Fetish Box）
- ボンデージM男ザーメン狩り 有村千佳（12月19日、スタイルアート）
- 美人妻調教（12月20日、ネクストイレブン）全4名
- 近親相姦で童貞喪失!? あなたの童貞の息子にエッチなリアル性教育を施し、筆おろしを実行して息子と親子の一線を越えてみませんか？（12月20日、Hunter）全4名
- 「えっ、こんなところで！？」 超快感・解放感MAXの新感覚AV！公共の場所でエッチしない？ 有村千佳・小早川怜子（12月20日、SODクリエイト）
- コスプレFetish Night 有村千佳（12月21日、TMA）
- スク水50人 8時間DX（12月22日、クリスタル映像）全50名
- アナル調教しながら超高速寸止め手コキで発射した後も責め続ける女王様 2（12月25日、未来）全5名

- 超エッチなシマパン娘 有村千佳（1月1日、Fetish Box）
- 男魂快楽地獄責め 戦慄のマルチプル・オーガズム研究所 10（1月1日、MOTHERS ENTERTAINMENT PICTURES）全5名
- 淫乱痴女のアクメ20本番（1月1日、Fetish Box）全20名
- 超エッチなシマパン娘 有村千佳（1月1日、Fetish Box）
- キュートなSメイドのM男あ・そ・び 有村千佳（1月5日、未来）
- 女子校生オマンコおっぴろげダンス（1月5日、OFFICE K’S）全6名
- TMA コスプレ GOLD COLLECTION 2枚組8時間（1月11日、トータル・メディア・エージェンシー）全24名
- あの超絶美少女が初めて見せたガチエロ過ぎる中出し本気SEX 有村千佳（1月13日、ホワイト）
- NON-STOP凌辱4時間（1月13日、マルクス兄弟）全10名
- 働く女性の生フェラチオ（1月18日、SEX、Agent）全7名
- ポルチオエステ・サロン de HEAVEN 千手観音なめくじアクメ 二人目のお客さま 有村千佳（1月19日、BabyEntertainment）
- 制服QUEENの悪戯 アナルオーガズムと射精管理 有村千佳（1月20日、未来）
- ユーマレイダー 生贄の孤島 有村千佳（1月25日、GIGA）
- 妹制服図鑑 8時間（1月25日、TMA）全8名
- SI ストライク・インフィニティー ベストパートナー 有村千佳（1月25日、CMP）
- 女王様の容赦ない顔騎、尻コキで強制射精させられるM男 5（1月30日、未来）全5名
- おねだりメガネ美少女 有村千佳（2月1日、Fetish Box）
- 女子校生のオマ○コ汁 VOL.9（2月1日、OFFICE K’S）全5名
- 脳とアナルを同時に犯される 淫語ペニバン美少女 4 有村千佳（2月5日、未来）
- こんな淫乱オフィスで働きたい！ ドスケベ上司の肉体手当（2月5日、ジャネス）全4名
- 誘惑 ～スウィート・トラップ～ 彼女とアタシの×××なKiss 有村千佳・篠田ゆう（2月7日、LADY×LADY）
- ツインテール美少女 8時間（2月8日、クリスタル映像）全30名
- UP’S SPECIAL BEST 50人50本番！！ 8時間（2月8日、アップス）全50名
- マニアックな手コキだけにしてくれ 濃厚痴女手淫 BEST 4時間（2月15日、ジャネス）全23名
- 男の身体に溺れるオンナ 有村千佳（2月19日、Fetish Box）
- 妖艶セレブ美女3P・4P乱交本番ベスト8時間 エスカレートするセレブ美女の淫らな欲求イラマ＆アナル＆オマ〇コ三穴同時陵辱ファック!（2月19日、婦人社）全20名
- THE BEST OF NEXT GROUP 8時間DX（2月20日、スターパラダイス）全25名
- 通学バスで生徒の身代わりに犯される女教師 有村千佳（2月21日、ヒビノ）
- 入院中に彼女が抜いてくれず、溜まってしまった僕は1人でこっそりオナニー。物音に気づいた美人ナースにバレて、内緒で色々してもらった!! 3（2月22日、SCOOP）全5名
- あなたがいない間に犯されました… 有村千佳（2月22日、なでしこ）
- 女子校生 足の裏（2月25日、ジャネス）全15名
- まぁだだよ 悪戯な女たちの焦らし寸止め 2（2月25日、未来）全4名
- 薄髪の加齢臭かおる中年男に 女子校生の弱みを握って 有村千佳・鈴木ミント・青空小夏（2月25日、ナックル）全3名
- クイーンズ学園 極限オーガズムとアナル無限調教 制服女王様に上から見下ろされたい！ 有村千佳（3月1日、スタイルアート）
- 亀頭責め 陰茎を嬲られる絶頂エロス（3月1日、Fetish Box）全11名
- The Room「W」 羨望のM男ハーレムへようこそ 有村千佳・波多野結衣（3月5日 未来 フューチャー）
- 夢の近親相姦！ 年頃の姉貴達の無防備パンチラに勃起、気付いた姉貴は家族にバレないようにこっそり僕のチ○ポの面倒みてくれました（3月7日、SWITCH）全5名
- 不等辺三角同棲～嫉妬する姉と何でも欲しがる妹～ 有村千佳・くるめまゆ（3月7日 東京ティンティン+）
- ヒロイン討伐 Vol.63 有村千佳（3月8日 GIGA）
- マルクス大量ぶっかけ祭 4時間159発（3月13日、マルクス兄弟）全22名
- お尻で誘うパンスト着衣OL（3月15日、セックスエージェント）全13名
- M男の口にディルドを喰えさせ騎乗位ピストンオナニーをする女子校生ミストレス（3月19日、スタイルアート）全5名
- M男の強制天国 2 手コキ、アナル責め、尻コキ、顔騎、足コキ、ペニバン 4時間（3月19日、スタイルアート）全19名
- ギャル女子校生の趣味はM男責め（3月19日、スタイルアート）全7名
- 極上痴女 アナル責め手コキ 4時間（3月19日、スタイルアート）全8名
- 生本番シネマレーベル大河 傑作スペシャル（3月20日、スターパラダイス）全6名
- ヤリマンの暇つぶしとはいえ、念願の童貞喪失をゴム無し生セックスできたボク。高校受験に失敗して、偏差値が低い不良だらけの高校に入ってしまったボクのクラスの女子達は中学時代から、勉強もろくにしないで遊んでばかりいたヤリマンばかり。彼女達は、初体験を済ませるのも早く、性に対して開放的で放課後、暇つぶしのセックスを僕に求めてくる。しかもそのヤリマン女子は、いつもセックスの時コンドームなどは使わず、ボクに対しても生ハメを強要。（3月23日、Hunter）全6名
- 二本のチ○ポをお口とマ○コで味わう!! 3Pファック8時間（3月24日、マドンナ）全32名
- 有村千佳がしてあげる 有村千佳（3月25日、ジャネス）
- 有村千佳にお説教されたいっ!  有村千佳（3月25日、未来）
- 究極テクニック！女子校生の指コキ（4月1日、スタイルアート）全5名
- M男ダイナマイツ! 絶対的痴女のアナル快楽支配 風見渚・有村千佳（4月1日、JOKER）
- 淫らな若妻8時間 12名（4月2日、Magic）全12名
- M男の願望かなえてあげる 有村千佳（4月5日、ケンシロウPROJECT）
- 綺麗なお姉さんのペニバンドライオーガズム 4時間（4月5日、ケンシロウPROJECT）全14名
- 特選 パンティストッキングマニア 4時間（4月5日、OFFICE K’S）全20名
- 息子の嫁さんの無防備パンチラに勃起した俺、気付いた彼女は息子や妻にバレないように、こっそり挿入させてくれた（4月11日、SWITCH）全4名
- 家庭教師がノーブラで･･･軽い気持ちでちょっかい出したら、チョー肉食系でチンコ握って離してくれない（4月12日、クリスタル映像）全4名
- 美脚直穿き黒パンストのお姉さんは好きですか？ 3 オナニー好きな美女達が貴方だけを見つめて貴方だけに語りかける挑発的開脚極太ディルドオナニー快楽遊戯（4月13日、セレブの友）全11名
- M男パラダイス 37 百戦錬磨の痴女お姉さんはM男レイプなんてお手の物！！ 有村千佳（4月15日、未来）
- ボンデージの虜 M男調教QUEEN DX 4時間（4月15日、未来）全5名
- 甘えん坊のボクに浴びせられる優しい淫語 DX（4月19日、Fetish Box）全5名
- 淫らなオクチ 2 濃厚フェラでザーメン搾取 3時間スペシャル（4月19日、Fetish Box）全10名
- イイ女限定！！たっぷり射精出来る貴方だけに語りかけるオナニー専用のオナニーDVD 4（4月19日、婦人社）全12名
- 友達の家に遊びに行ったらお姉さんとお母さんに勃起したことを見抜かれ優しく童貞喪失させられました（4月25日、SWITCH）全4名
- M男 KILLER SEXスペシャル 有村千佳（4月25日、未来）
- キュートな小悪魔S女のM男イジメ 有村千佳・赤西涼（4月25日、CHANGE）
- コスプレワンダーランド 有村千佳（4月26日、TMA）
- 手コキ×淫語×大量発射 4時間（5月1日、Fetish Box）全13名
- M男の強制天国 3 手コキ、アナル責め、尻コキ、顔騎、足コキ、ペニバン 4時間（5月1日、スタイルアート）全11名
- Best of 有村千佳（5月3日、アウダースジャパン）
- DANCER QUEEN 3 有村千佳（5月5日、ジャネス）
- 有村千佳 マニアプレイ（5月5日、ジャネス）
- 某私立校でウワサになった女教師とJKの濃厚種付けマル裏性交4時間いいとこどり（5月13日、HERO）全4名
- ヤリたがりAV女優さんと生ハメ中出し温泉旅行 有村千佳（5月13日、ホワイト）
- COSPLAY Fuck EXTRA 有村千佳（5月13日、ワンズファクトリー）
- 自分の味方がいる状況（ホーム）では、僕に屈辱的なひどいイジメをしてきたり、調子に乗っている超強気JKは、味方が誰もいない1人ぼっちの状況（アウェイ）になった途端、僕をイジめてもこない、おとなしい超弱気JKに…！いじめの仕返しのチャンスとばかりに試しにちょっかいを出してみたら、怒らないし、むしろ謝ってくるので、これまでされた屈辱的なひどいイジメの仕返しをしてやり、ついでに……犯してやりました。（5月23日、Hunter）全4名
- 媚薬を飲まされ親戚に犯されながらイカされ続けた箱入り娘 有村千佳・山吹瞳（6月6日、東京ティンティン+）
- 強烈にヤリたくなる媚薬を飲んで豹変した姉貴達は、見境もなく弟のチ○ポにむしゃぶりついた!（6月6日、SWITCH）全4名
- 淫語オナニー快楽漬け（6月15日、ジャネス）全6名
- 極上ヌキまくり痴女 淫語まみれのペニス狩り 2 有村千佳（6月15日、ジャネス）
- 女子に囲まれて男は僕ひとり!?の王様ゲーム 放課後の教室で女子だけでやっている王様ゲームに遭遇。偶然その場を見てしまった僕は拒否権無しの強制参加！普段からクラスの女子にはひどい扱いを受けているので、ビビリながらもメンバーに加わったら予想外のオイシイ展開に…。［王様の命令は絶対！］このルールのおかげで僕は放課後のエロ大王になれた！ 2（6月20日、Hunter）全8名
- 勃起クリトリス見せつけ 足コキ回春クリニック ～癒しの裏本番性感フルコース～（6月20日、ATOM）全5名
- イモウトコネクト 有村千佳（6月21日、TMA）
- 小便ぶっかけ顔面騎乗 2（6月21日、OFFICE K’S）全5名
- 悩殺！JKパンチラ学園（6月25日、ジャネス）全5名
- 夫のいない間に浮気ばかりする淫乱な若妻 2 有村千佳（6月28日、なでしこ）
- スーパーテクニック手淫で射精したい（7月5日、ジャネス）全19名
- ビンタ 手コキ（7月5日、OFFICE K’S）全6名
- リアルマネキン女子校生（7月5日、OFFICE K’S）全5名
- 酔って女が僕を彼氏と間違えてめちゃくちゃドエロいことしてくれた（7月6日、SWITCH）全4名
- スーパーヒロインドミネーション地獄 スパンデクサー編 有村千佳（7月12日、GIGA）
- ゴスロリ痴女DOLL 有村千佳（7月19日、Fetish Box）
- 女子校生オマンコおっぴろげコレクション 総集編（7月19日、OFFICE K’S）全100名
- 2回連射抜き！飛び出す熱いザーメン（7月19日、Fetish Box）全5名
- 東京地下違法風俗 現役JKが働く噂のCARピンサロ！ 4（7月19日、大久保ヤンキース）全6名
- 中出しプラグスーツFUCK 有村千佳（7月25日、CMP）
- ぬるんちょ! 包茎ち○ぽ快楽トランス（7月25日、ジャネス）全5名
- 脳とアナルを同時に犯される淫語ペニバン美少女DX 4時間（7月25日、未来）全4名
- KUNOICHI-忍- 四 隠密忍者 疾風 有村千佳（7月26日、GIGA）
- 家庭教師が誘惑しちゃう THE BEST 8時間（8月2日、クリスタル映像）全30名
- COSPLAY Fuck extra ccc 有村千佳（8月13日、ワンズファクトリー）
- 親族レズビアン わたしの叔母さん 北条麻妃・有村千佳（8月19日、VENUS）
- 有村千佳コスプレ大全集 8時間（8月23日、TMA）
- 手を使わずイカせます！！ 気持ち良すぎる口だけフェラチオ（8月25日、Close Market）全6名
- 図書館で声も出せず糸引くほど愛液が溢れ出す敏感妻（9月5日、ナチュラルハイ）全5名
- スケベ娘のセンズリ鑑賞会（9月5日、ジャネス）全6名
- キラメキ ハツラツガール 有村千佳（9月7日、ミル）
- 痴女QUEEN 有村千佳 BEST 4時間（9月15日、ジャネス）
- 見つめられながらの上品な卑猥語 有村千佳（9月19日、Fetish Box）
- 女子校生マン汁オナニー 4時間（10月4日、OFFICE K’S）全10名
- 先生方が奇跡の同時パンチラ！『結果、どっちにも』こっそりヌカれる学校（10月10日、SODクリエイト）全6名
- 嫉妬・誘惑・密会 女と女のレズバトル4時間（10月10日、LADY×LADY）全5名
- Sex Adult Online 有村千佳のコスプレSEXシンドローム 有村千佳（10月13日、PSYCHEDELIC PUPPET）
- 月刊ジャネス 唾液まみれの甘いキス・KISS・接吻 SP（10月15日、ジャネス）全19名
- 淫乱痴女の濃厚どSフェラチオ（10月15日、impact）全13名
- お姉ちゃんのリアル性教育 有村千佳（10月17日、グローリークエスト）
- Men's 回春マッサージサロン 有村千佳（10月19日、Fetish Box）
- マブダチとレズれ！有村千佳・矢沢りょう（10月19日、レズれ！）
- 大好きなお姉ちゃんの結婚式前夜に布団に潜り込み中出し近親相姦！ いつも僕だけに優しかったお姉ちゃんが明日から他人の女に…。最後の夜、どうしても我慢できず、ずっと触りたかった肌に触れていると、寝ているにも関わらずお姉ちゃんは感じだし、やめなくてはイケないのに、生で挿入、そのまま中出し！すると起きたお姉ちゃんは、中出しの絶頂感に我を忘れ何度も何度も、朝まで中出しSEXを求めてきた。 2（10月24日、Hunter）全5名
- 完全なる飼育 第六章 監禁飼育 お互いの孤独を埋め尽くすような激しいSEX 有村千佳（10月25日、グローバルメディアエンタテインメント）
- リバーシブルファックシューター 有村千佳（10月25日、TMA）
- 凌辱ぶっかけレイプ！アヘ顔輪姦Wピース 有村千佳（10月25日、CMP）
- 超脚パンストクイーン 3 有村千佳（10月25日、ジャネス）
- 野外人妻羞恥 24 有村千佳（11月1日、映天）
- ノーモザイク・レズビアン（11月9日、LADY×LADY）全8名
- 駐輪場に停めてある清純女子校生の自転車のサドルにこっそり媚薬を塗り込んだら、自転車を漕ぎつつもアヘ顔でパンツにシミを作り、人目もはばからずサドルに股間を擦りつけ発情しだした！（11月9日、Hunter）全5名
- 妄想淫乱オフィスDX こんなオフィスで働きたい！3時間（11月15日、ジャネス）全10名
- 義理の父親 有村千佳（11月19日、VENUS）
- 女子社員しかいない部署に配属された僕 黒パンストから透けて見えるパンチラに勃起してるチ○ポは秘かに歓迎されました（11月21日、SWITCH）全4名
- コスプレイヤー 補完計画 8時間（11月22日、TMA）全13名
- 地味で引っ込み思案の図書委員会は実は、エッチな事に興味津々で積極的！（11月22日、おかず。）全4名
- cute＆sexy 極上AV女優 有村千佳（11月25日、サイドビー）
- M性感チャイナドレス 美貌と絶技を兼ね備えた究極のエステティシャン 有村千佳（11月25日、未来）
- 国民的アイドル M-girls 誘惑大乱交 4時間SPECIAL 〜今どきアイドル達が業界タブーの枕営業〜（12月1日、MOODYZ）全10名
- 僕の自慢のAVコレクションを発見した嫁の友人（人妻）がAV観賞！ 酒の勢いも手伝ってムラムラしてしまった欲求不満な人妻がパンチラで僕を大胆誘惑（12月1日、MOODYZ）全4名
- 普段は真面目に部活に励んでいる女子校生たちのはじめてのネ申待ち（12月3日、藪スタイル）全4名
- 脇汗が服に染み付くほど疲労＆困惑している女性がヘルプを求めて視線を合わせてきたので…（12月3日、藪スタイル）全4名
- 黒パンストSTYLE ～黒いパンストで誘惑する美脚美女～（12月5日、グローリークエスト）全5名
- アニコス★H 有村千佳（12月6日、クリスタル映像）
- 絶対的アイドル×パイパン解禁×生ハメ中出し×極小モザイク AV女優さんとエッチしよう！ Vol.8 有村千佳（12月13日、ホワイト）
- 催眠研究 -契約-（12月15日、催眠研究所）全6名
- マニアックなフェラチオだけにしてくれ 4時間（12月15日、ジャネス）全21名
- エステティシャンに成り済ましたAV女優がブライダルエステにやって来たカップルの彼氏を誘惑！彼女の横で超絶テクの気持ちいいマッサージをしたら彼氏はどうするのか！？（12月19日、ATOM）全5名
- 蛇肉棒 全長80cm！ガマン汁には媚薬作用が！！ 前後左右にうねり挿す世界最長チ○ポが看護師を虜にする…（12月19日、SODクリエイト）全4名
- 完全女性主導！あなたの願いを叶えてくれる 乳首責めM男専門風俗 有村千佳・北川エリカ・寺島志保（12月19日、SODクリエイト）全3名
- 人間酷包 有村千佳（12月19日、ミル）
- 生意気な超有名女優と東京で露出する 超有名女優×同人AV労働者 ガチ露出デビュー 有村千佳（12月20日、足立工務店）
- パンスト美脚で責められたい 4時間（12月20日、OFFICE K’S）全16名
- 有村千佳のパイパンあにこすっ！ 有村千佳（12月25日、PSYCHEDELIC PUPPET)[8]
- 夫の知らない妻の顔 有村千佳（12月25日、ジャネス）
- 有村千佳のコスプレコレクション 有村千佳（12月27日、てぃーくらふと）
- 僕の部屋からこっそり持ち出したAVを友達と一緒に興味津々で鑑賞する女子校生の義妹と友達。そんなHな光景を見てしまった僕は勃起したチ●コを抑えきれずに、そのまま義妹とハメてしまった。 2（12月27日、スクープ）全5名
- 僕の彼女をナンパして下さい。 4（12月27日、S級素人）全4名

- 麗しの若妻 私、実は夫の留守に… 有村千佳（1月1日、エマニエル）
- 街角の美少女が実は痴女だった。 VOL.2 有村千佳（1月1日、フェチマニアック映像制作所）
- 仕事中にエロ妄想が止まらないOLは、欲求不満解消のために男をトイレに誘惑して…（1月1日、藪スタイル）全4名
- まだ若くて美人なのに結婚指輪してる人妻に声かけ「センズリ見て下さい」と頼み込むと、恥じらいながらも勃起チ●ポに大興奮して誘惑してきたので…（1月1日、藪スタイル）全10名
- スタイリッシュな女のべろちゅう接吻手コキ（1月5日、ジャネス）全7名
- 淫らな言葉ぶっかけてあげるわ 官能淫語プレイ DX vol.2 4時間（1月5日、ジャネス）全5名
- 華麗なるパンストオナニー（1月5日、ジャネス）全7名
- エロ汁まみれのオナニー中毒 有村千佳（1月10日、ジャネス）
- 有村千佳、まるっと4時間やりっぱなし（1月10日、NON）
- レズレッスン～second season～（1月13日、U＆K）全6名
- 男魂快楽地獄責め BEST CRASH 240MIN. メンズ幻想（ファントム）エクスタシー（1月19日、MOTHERS ENTERTAINMENT PICTURES）全8名
- 痴女手コキ BEST 23名 4時間（1月20日、ジャネス）全23名
- 介護士さん大好き！中出し痴漢じいさん「子孫残してよかですか？」（1月23日、SODクリエイト）全4名
- 凌辱ヒロイン Immoral School（1月24日、TMA）全5名
- 有名コスプレイヤー 月に一度の危険日中出しオフ会 ちか 有村千佳（2月1日、ワンズファクトリー）
- 超エッチなシマパン娘 DX 4時間（2月1日、Fetish Box）全5名
- M男パラダイス 37 百戦錬磨の痴女お姉さんはM男レイプなんてお手の物！！ 有村千佳（2月5日、M男パラダイス）
- 現代の名工 四天王のアナル責め（2月5日、フリーダム）全4名
- クラスの性的イジメの黒幕は優等生の美人ギャル生徒会長!! 2（2月6日、GARCON）全4名
- 私は痴女 有村千佳篇（2月7日、クリスタル映像）
- 姉パンチュ 有村千佳（2月15日、ワニッチ）
- 露出がバレた羞恥が激しい快感となり痙攣・失禁・絶頂をむかえるバレイキ女子校生（2月20日、SODクリエイト）全4名
- キュートなSメイドのM男あ・そ・びDX 4時間（3月5日、未来）全5名
- 現代の名工 四天王の絶品手淫（3月5日、フリーダム）全4名
- 女家庭教師が教え子にした事の全記録 有村千佳（3月6日、グローリークエスト）
- 噂の美人ギャル女医が男性患者のザーメンを搾り取る強制勃起M男クリニック！！ 有村千佳・相葉レイカ・上原花恋（3月6日、GARCON）全3名
- 背面性交クリニック 全性交でバック、背面騎乗位に特化・シックスナイン精液採取・ディルドー研修・入浴介助中の性交処置（3月20日、SODクリエイト）全4名
- プレミアム淫語痴女 有村千佳（3月25日、CHANGE）
- 有村千佳のアニコスっ！！ 序 有村千佳（3月25日、PSYCHEDELIC PUPPET）
- 現代の名工 四天王の掃除機責め（4月5日、フリーダム）全4名
- 緊縛令嬢 有村千佳（4月11日、million）
- 素敵なカノジョ 有村千佳 セクシー美少女の制服ノーブラスク水痴女せっくす（4月13日、BACK DROP）
- 愛でられる仮性包茎 有村千佳（5月1日、Fetish Box）
- 尽きない快楽、愛液にまみれて。 有村千佳（5月1日、TEPPAN）
- 現代の名工 四天王の脚コキ（5月5日、フリーダム）全4名
- 競泳水着 顔面騎乗（5月5日、フリーダム）全19名
- ぶっかけ！中出し！媚薬FUCK！ 有村千佳（5月9日、クリスタル映像）
- リミット 儚い恋か永遠の友か 有村千佳・高木愛美（5月10日、ホットエンターテイメント）
- コスプレファンタジー 葵こはる・板野有紀・有村千佳・上原亜衣（5月13日、BACK DROP）全4名
- キレイなお姉さんの背後からの寸止め手コキ 2（キャバ嬢編）（5月15日、ジャネス）全5名
- エステティシャンがチラリズムと淫語で超マッハ顔騎オナニーする店（5月15日、ジャネス）全5名
- HONEYボンデージ 有村千佳（5月15日、未来）
- パンツ・オブ・ザ・ワールド featuring 篠田ゆう（5月15日、ワニッチ）全4名
- 女性に奥手だった僕に突然4姉妹が出来て、どうして良いのか解らなかったが彼女たちが仲良く僕と遊んでくれた（5月22日、SWITCH）全4名
- お姉さんの淫語に犯られたい 有村千佳（5月25日、ジャネス）
- コスプレックス 有村千佳（5月25日、PSYCHEDELIC PUPPET）
- 「常に性交」人妻出張マッサージ（6月5日、SODクリエイト）全9名
- 食い込みTバックがモロ見え。勃っちゃった僕のチ○ポに尻を押し付けてきたのは浮気妻達（6月5日、SWITCH）全9名
- メンズエステに行ったらお姉さんに誘惑され下半身が元気になった僕。気付いた彼女は勃起チ○ポにしゃぶりつき僕の上に跨ってきて挿入してきた（6月5日、ジャネス）全5名
- 鬼ピストン! JKディルドオナニー Selection Best 4時間12名（6月6日、OFFICE K’S）全12名
- 妹妹（マイシスター）制服編 有村千佳（6月25日、PSYCHEDELIC PUPPET）
- コスプレイヤー性大祭 有村千佳・湊莉久（6月25日、PSYCHEDELIC PUPPET）
- ガン見フェラ 2 ギャルJK編（6月25日、ジャネス）全5名
- LAST LES 瀬名あゆむ・有村千佳（7月1日、U&K）※AV OPEN2014ミドル級エントリー作品
- ソフト・オン・デマンド おかげさまで、もうすぐ20周年記念作品 AVファンを熱狂させた伝説企画を、豪華S級女優競演で全編完全撮りおろし！（7月1日、SODクリエイト）全14名
- あぁ～人の妻他人の娘 秘かに誘ってこっそり淫行 有村千佳・高梨あゆみ（7月1日、FAプロ・プラチナ）
- クッソエロい痴女とめっさ可愛い変態の萌え照れレズ 有村千佳・初美沙希（7月4日、h.m.p）
- 働くお姉さんのミニスカパンチラや美脚ストッキングにチ○ポを硬くしてることに気づいた彼女たちは僕のチ○ポをもて遊び男女逆転SEXを求めてきた！（7月5日、未来）全5名
- SEXのハードルが異常に低い世界 8（7月10日、ディープス）全8名
- 100人8時間 ALLハメ撮り100連発！交わる濃密プライベートSEX！（7月11日、ケイ・エム・プロデュース）全100名
- 100人8時間 超カワコスプレSEX（7月11日、ケイ・エム・プロデュース）全100名
- スリルとスケベを求める痴女お姉さんは職場で見知らぬ男にマ○コ見せつけ誘惑する。僕のチ○ポは我慢できずに精子をドピュドピュと出しちゃいました！（7月13日、impact）全5名
- どスケベフェロモン全開で淫語ナースに勃起！！気づいたらチ○ポを責められ精子を搾り取られてた僕！！（7月13日、impact）全5名
- 淫乱オフィスラブ 入社した会社は淫行手当有り！僕を誘いチ○ポを硬くする最高の女性社員（7月13日、impact）全9名
- 欲求不満な美人エステティシャンがお気に入りのチ○ポを見つけたのか無理矢理ヨダレまみれでキスはするし、ベトベトマ○コを舐めさせられるし 最後は僕の勃起チ○ポを強引にぶち込みピストン騎乗位するので思わずドピュとイッてしまった！（7月15日、ジャネス）全5名
- グローブフェティッシュGloveFetish vol.02 有村千佳×手袋（7月19日、glovefetish）
- レズれ！ 祝 1周年記念 初めてのベスト4時間（7月19日、レズれ！）全20名
- 対魔忍ムラサキ 桜井あゆ・上原亜衣・有村千佳（7月25日、ZIZ）- 井河さくら 役 ※人気PCゲーム『対魔忍ムラサキ』を完全映像化[9]
- 完全未公開 主観フェラ（7月25日、テクノブレイク）全8名
- CMPコスプレCOMPLETE BEST HD 8時間（7月25日、TMA）全39名
- 美少女コスプレイヤーSEX 湊莉久・有村千佳（8月1日、PSYCHEDELIC PUPPET）
- 新人・有村千佳デビュー（8月1日、h.m.p）※人気女優をあの頃のAV的な雰囲気でリメイクする新企画
- 成瀬心美完全復活!? KMP人気企画を全部見せちゃいます SUPER SPECIAL（8月1日 ケイ・エム・プロデュース）全5名 ※オムニバス作品 ※AV OPEN2014ヘビー級エントリー作品
- 仮性包茎をこよなく愛する女たち BEST 4時間（8月5日、ジャネス）全12名
- 上下とろとろ痴漢 超満員電車で身動きの取れないウブ女子校生の上と下のお口にチ○ポ同時挿入で愛液があふれ滴り落ちる程感じさせろ！！（8月7日、アパッチ）全5名
- 麗しの美人OL Premium Beauty Vol.2（8月8日、BAZOOKA）全5名
- JKチアガールズ 有村千佳・湊莉久・初美沙希（8月8日、クリスタル映像）全3名
- オマ○コ見られるより恥ずかしいスッピンセックス（8月8日、ドリームチケット）全8名
- 父の再婚で突然女系家族と化した我が家ではボクの若い肉棒が大人気すぎてチンポの乾くヒマがない！！（8月13日、VENUS）全4名
- 唾液まみれ、糸引くベロチューで誘惑してくる淫語お姉さんに強制的にチ○ポを勃起させられ寸止めで精子を搾り取られた僕 有村千佳（8月15日、ジャネス）
- ベロちゅう接吻で鬼発射（8月15日、未来）全7名
- キレイなお姉さんたちに背後からチ○ポをシゴかれギンギンに勃起！何度も寸止めされて我慢できずドピュドピュとザーメンを発射しちゃいました！！（8月19日、ラハイナ東海）全9名
- 働くお姉さんがまさかの痴女でヤラれちゃいました！いつもは優しい彼女たちがスイッチをONにしたとたんド淫語と凄テクで僕のチ○ポを挑発してくるのでたまりません！（8月19日、スタイルアート）全5名
- 「私が抜いてあげる」と色んな場所で、チ○ポを見つけては逆痴漢するお姉さんがいるらしい…まんまと勃起したチ○ポをもて遊ぶとか！（8月26日、ラハイナ東海）全5名
- 美人家庭教師のイケナイ授業 有村千佳（9月1日、Fetish Box）
- 働くお姉さんにおもてなしなんて求めません！僕はピチピチミニスカや美脚ストッキング穿いた制服美女に冷たい視線で見られてスケベ言葉をあびながら勃起チ○ポをしごいてザーメンをどぴゅっと出したいんです！（9月5日、未来）全5名
- ボンデージQUEENのM男アナル躾（9月5日、未来）全6名
- すし詰め満員バスでムチムチ尻が僕の股間にド密着！思わずフル勃起したチ○ポがスカートめくり上げて挿入してしもた！！（9月6日、SWITCH）全4名
- スケベでキレイなお姉さんに四つん這いにさせられて強制発射！恥ずかしいはずなのにギンギンなチ○ポをしゃぶり尽くされ濃厚ザーメンをドピュ ！！（9月9日、ラハイナ東海）全9名
- 欲求不満の若くてキレイな人妻はこんなにエロかった！旦那の留守中にオナニーを強要してみたら意外とすんなり見せてくれた！オマ○コをクチュクチュさせイクのを我慢している奥さんの顔がたまらなくスケベだったのでついでにオシッコも見せてもらった！！（9月12日、なでしこ）全5名
- 生中出し女子校生4時間 Special Selection（9月12日、BAZOOKA）全5名
- ぶらりAV女優 premium in OKINAWA 有村千佳（9月13日、ホワイト）
- 「さっきからガマン汁でてるわよ！」とじっと見つめられながら全身フェザータッチで僕のチ○ポをギンギンにさせる凄腕エステティシャン！焦らし寸止めでナマ殺しにされる僕のチ○ポはオマ○コに入れたくて今にも射精しそうです。 有村千佳（9月15日、ジャネス）
- ワニッチ 1st Anniversary The Best パンツや熟女やくすぐりやメガネ射など色々やりましたが、まだまだこれからもヘンだけどアリ！を追求していきます♪（9月15日、ワニッチ）全4名
- or？ Act；04 有村千佳（9月19日、ONE MORE）
- 痴女がひんぱんに出没するとウワサされてる所で…洗ってないマ○コを舐めさせられたり、チ○ポを無理矢理弄られ精子を搾り取られてしまった（9月25日、CHANGE）全5名
- 「あれっ？もしかして乳首！？」 勉強もスポーツもダメだけどやたらと視力だけは良いボクの目に飛び込んできたのは（勉強を教えている妹、残業中の同僚、美人お手伝いさん、ゴミ捨てに来る若妻）の胸元から見える乳首！！ 当然、見る事をヤメるなんて出来ません！！本当は見るだけで満足するつもりだったのですが気付いた時には我慢できずに胸を鷲掴みして揉みしだいていました！最初は嫌がっていましたがすぐに感じていました…。もしかしたら誘っていたのかも！？（9月25日、アパッチ）全5名
- 悩殺アクメ淫語オナニー vol.4（9月25日、ジャネス）全7名
- W手コキ射精ハーレム（9月25日、未来）全8名
- エステティシャンのストッキングや制服にそそられた俺はチ○ポをフル勃起させワガママ放題。過剰すぎるサービスが自慢のM男専用エステサロン 2（9月30日、ラハイナ東海）全5名
- ニーハイと生パンチラ 有村千佳（10月1日、Fetish Box）
- 有村千佳の淫語大百科（10月2日、グローリークエスト）
- レズビアンシェアハウス（10月7日、ビビアン）全6名
- すけすけパンストお姉さんの誘惑 有村千佳（10月7日、unfinished）
- 健全な交尾運動が肉体と精神を救う！女は日々のストレス発散と運動不足を解消するためにセックスに没頭する！（10月9日、Mr.michiru）全6名
- 街角で見つけたS級美女を下心丸出しでガチナンパ！！可愛い顔してヤラシイ素人娘とタダマンSEX！！5人240分（10月10日、S級素人）全5名
- 痴女な若妻が出没する温泉旅館 3 有村千佳（10月10日、なでしこ）
- 近所で評判な美人妻のイヤらしいカラダを無理ヤリ寝取る！「もう、ガマンできん！」フル勃起チ●ポを喉奥まで突っ込み高速ピストンで口内発射する俺（10月10日、なでしこ）全5名
- スパンデクサー 卑劣陥落 有村千佳（10月10日、GIGA）
- 若妻羞恥露出 3 ～不倫温泉旅～ 有村千佳（10月12日、ざくろ）
- 欲求不満な人妻の指ズボオナニー 4時間（10月17日、OFFICE K’S）全18名
- コスプレ中出し10連発！ 有村千佳（10月24日、宇宙企画）
- コスプレイヤー 有村千佳（10月24日、TMA）
- 極上ヌキまくり痴女 淫語まみれのペニス狩り DX4時間（10月25日、ジャネス）全5名
- 子作りおねだり淫語 有村千佳（11月1日、Fetish Box）
- 挑発JKパンスト学園 5（11月5日、ジャネス）
- 痴女のいるメンズエステ ～顔騎、クンニオナニーでイッた後に手コキサービスするエステティシャン～ 2（11月15日、ジャネス）全5名
- 男のW潮吹き 前潮・射精・後潮のトリプルオーガズム 有村千佳（11月15日、未来）
- ふたなり×ふたなり 大量射精＆大量潮噴き ふたなりが当たり前の世界の撮影現場はメチャメチャ過ぎてもう大変っ！ 有村千佳・原千草（11月19日、ROOKIE）
- DiVA’s総集編 VOL.11 レズ達が利用する派遣型風俗店 会員制デリヘルレズビアン 4時間（11月21日、OFFICE K’S）全16名
- 主観×淫語×美人奥様SP 3（11月21日、アウダースジャパン）全8名
- 性欲解放 絡み合う濃厚接吻と求め合う情熱性交 有村千佳（11月21日、TMA）
- 旦那の留守を狙って美人妻を3Pレイプしてやった！初めはイヤがってたが俺たちの大勃起チ●ポに興奮したのかマン汁垂らしてヒイヒイ言いはじめたのでガン突きして思いっきり中出ししてやった！（11月28日、なでしこ）全5名
- 僕と叔母さん…我慢なんてできない 有村千佳（12月1日、ABC）
- 男魂快楽地獄責め 戦慄のマルチプル・オーガズム研究所 Wキャスト プロステート・ギア ロング登場！ 有村千佳・友田彩也香（12月1日、MOTHERS ENTERTAINMENT PICTURES）
- h.m.p 2014 可愛すぎるAV女優がズッコンバッコン出てきたから1年を振り返ってみたらエロ凄すぎて抜きまくっちゃうんだわ 4時間総決算（12月5日、h.m.p）全14名
- 仕事のミスに付け込んで、凹んでる女子社員を慰めるふりして中出し!平謝りしているときの90度に突き出したお尻に触りたくて（12月6日、Mr.michiru）全6名
- レズれ！はじめての年間ベスト 女と女の本気イキ総集編 8時間SP（12月19日、レズれ！）多数出演
- 物凄いマン汁 女子校生のオマ○コ汁 総集編 5時間（12月19日、OFFICE K’S）全24名
- おねショタ逆ショタ×妄想アイテムコラボ企画 エロガキが不思議なトレーディングカードゲームを手に入れた！！（12月20日、ROCKET）全4名
- エッチなちかっち 有村千佳 4時間 総集編（12月25日、ジャネス）
- 制服QUEENの悪戯 アナルオーガズムと射精管理 DX4時間（12月25日、未来）全5名
- 久しぶりに田舎に帰省したら、子供だった従姉妹の娘が成長していた。昔と同じように一緒にお風呂に入り、カラダを洗ってもらっているうちにチ●ポが固くなって我慢できなくなってしまう。そのまま家族に内緒で声を出さずにSEXしちゃいました！！（12月26日、SCOOP）全4名
- 同人コスプレピンキーweb 1 有村千佳（12月26日、TMA）

- レズッチ！ ちかっち＆さきっぽ。ふたり合わせて『ちかっぽ』の仲良し湯けむりレズビアン 有村千佳・初美沙希（1月1日、h.m.p）
- 仮想現実性交少女 有村千佳・板野有紀・おぐりみく（1月1日、PSYCHEDELIC PUPPET）全3名 ※「アニコスっ！」シリーズの総集編
- 制服QUEENの悪戯 アナルオーガズムと射精管理 DX 4時間（1月5日、クイーンダム）全5名
- 超脚パンストクイーンDX 5名出演 4時間（1月5日、ジャネス）全5名
- 親に隠れてこっそり兄妹近親相姦！親の前ではわざと兄妹ケンカ！しかし、実は兄妹以上の関係で二人きりになるとすぐに近親相姦セックスを始める！（1月7日、SODクリエイト）全6名
- (裏)手コキクリニック ～完全版～ 性交クリニック ファン感謝祭2015 超豪華S級ナース大集合！4時間スペシャル（1月8日、ゴールデンタイム）全5名
- 密室のエレベーターで汗だくブラ透け女上司に不謹慎勃起！会社でミスばかりの僕は気の強い女上司に毎日怒られてばかり！そんな女上司と訪問したビルのエレベーターが緊急停止して2人きりに！密室状態のエレベーターは気温急上昇！（1月8日、アパッチ）全6名
- 人妻女教師の誘惑 有村千佳（1月13日、溜池ゴロー）
- ちっぱいレズ温泉 有村千佳・桜井あゆ（1月19日、レズれ！）
- 未体験快楽ゾーン 男の潮吹きオーガズム 2（1月20日、ジャネス）全8名
- アナル全開！ 美人エステティシャンのズボズボまんぐりディルドオナニー 2（1月20日、ジャネス）全5名
- ウルトラ失禁＆潮吹き 50人 4時間（1月23日、おかず。）全50名
- SCOOPスペシャル 突然AV女優にガン勃ちチ●ポのセンズリを見せつけたらどうなるのか！？大実験！（1月23日、SCOOP）全10名
- 三者面談で母親が胸元の開いた服で先生を誘惑。息子の推薦枠を勝ち取るため、先生のチ●ポを凄いバキュームフェラ！ヌレヌレマ●コに騎乗位挿入し肉体接待にイキ狂うお受験ママの淫行！！（1月23日、SCOOP）全4名
- キレイなお姉さんの背後からの寸止め手コキ DX 4時間（2月5日、ジャネス）全10名
- とってもエッチで過激な痴女ナースたち ～おさまらない勃起症状は私たちにお任せ～（2月13日、BAZOOKA）全4名
- Panchuベスト4時間 お～い、パンツ好き集まれ～！（2月15日、ワニッチ）全8名
- 夢のフェラサロン 絶品な舌技で舐めてあげる（2月15日、ジャネス）全8名
- 有村千佳初監督SEXのお悩み克服企画 私だって潮吹きたーい!だってAV女優だもん!! 有村千佳・大槻ひびき (2月19日、ROCKET) ※監督兼任（初監督作品）
- ハイパー美少女 PREMIUM 8時間 2（2月20日、クリスタル映像）全16名
- CFNM手淫 凄腕テクニックでシゴかれ発射させられる素っ裸の男たち（2月25日、未来）全7名
- パイパンコスプレイヤーズ（3月1日、PSYCHEDELIC PUPPET）全4名
- いつもは大人しいスタイル抜群のお姉さんが生理前になるとボインを押しつけてきてエッチモード突入！僕のチ○ポがギンギンになったの見て、洗ってないオマ○コを思いっきり舐めさせ、オシッコまでするんです。もうどうにでもなれ！！（3月5日、未来）全5名
- 夫より断然イイの～！イジメられる快感に〇いしれる若い人妻16名 4時間（3月6日、h.m.p）全16名
- ちかっぽのお宅訪問! え-っ! ぼ、僕の部屋にちかっぽがやってきた!! 有村千佳・初美沙希（3月6日、h.m.p）
- あの人気女優たちが仲良しコラボでいちゃいちゃ。 レズッチ！最強ベスト 4時間（3月6日、h.m.p）全6名
- 4本番 有村千佳（3月19日、TEPPAN）
- 萌え系エロティシズム 美少女ニーハイGIRL（3月25日、ジャネス）全7名
- 私、いつもオナニーばっかりしてるの 有村千佳（4月1日、Fetish Box）
- DIGITAL CHANNEL DC127 有村千佳（4月1日、アイデアポケット）
- キャバが如く キャバクラが似合いそうなAV女優20選!!（4月3日、クリスタル映像）全20名
- 超人気AV女優による極上のおしゃぶりフェラ 4時間（4月5日、ジャネス）全15名
- (裏)手コキクリニック ～完全版～ 性交クリニック ファン感謝祭2015 中出し看護編 4時間スペシャル（4月9日、SODクリエイト）全6名
- 謝罪しろ！そんなに悪いと思うなら、俺のギンギンのデカチ○コをヨダレ垂らしながらジュボジュボ奥まで咥えて、お前の顔に熱いドロドロの精子をぶちまけさせろ！」身近な女性を〇従マニュアル イラマチオ実践編・応用編 完全無編集ノーカット完全版 vol.1（4月10日、V＆R PRODUCE）全12名
- 殿堂！スーパーアイドル8時間 有村千佳（4月10日、million）
- 淫夢からの訪問者 ～猥褻に歪む日常～ 有村千佳（4月13日、ミステリア）
- NON STOP FUCKING!! 女子校生100人の100連続FUCK 8時間（4月17日、クリスタル映像）全100名
- もうすぐ卒業だから･･･総集編（4月24日、ONE DA FULL）全33名
- 監視されていた美人キャスター 有村千佳（5月7日、アタッカーズ）
- 中出しできる夢のハーレムキャバクラ 有村千佳・Maika・北川エリカ・成海うるみ（5月8日、BAZOOKA）全4名
- オナニーまみれ 巨乳オナニー美少女オナニー美女オナニー潮吹きオナニー失禁オナニー悶絶オナニー痙攣オナニー絶頂オナニー（5月8日、テクノブレイク）全9名
- 汁だく口内性交 猥褻なフェラチオでいかせてあげる 2 有村千佳（5月15日、ジャネス）
- ノーモザイク・レズれ！（5月19日、レズれ！）全10名
- インポの夫、ギンギンに勃起した夫の同僚！！妻はどっちを選ぶのか！？若くして結婚した女の性欲は止まらない！！（5月22日、SCOOP）全4名
- リアルカップルの彼氏がチャレンジ！カリスマ女優の本気テクニックを30分耐えたら50万円！！（5月22日、うまなみ。）全4名
- 有村千佳と本物素人が行く 筆おろし童貞卒業バスツアー！！ 有村千佳（6月1日、MOODYZ）
- デカ尻マニアックス 有村千佳（6月1日、ワンズファクトリー）
- 結婚式前に写真スタジオで撮影するカップルの新郎が待つ隣で新婦を寝取りレイプ 4（6月1日、変態紳士倶楽部）全4名
- h.m.p 2015年上半期ベスト 【人気女優18人】 4時間（6月5日、h.m.p）全18名
- ちかっぽ 初美沙希＆有村千佳ベスト 3時間（6月5日、h.m.p）
- 女の子しか出てこないヌキやすさを追求したオナニーサポートDX 有村千佳・初美沙希（6月13日、MOODYZ）
- 悪戯な有村千佳 パーフェクトコレクション 240分 SPECIAL Vol．2（6月20日、未来）
- 「まだイっちゃだめぇ～」クッソエロい超美人な回春エステお姉さん達のこの上品な隠語と究極テクで3分間も射精を我慢できるヤツとかホントにいるの？ 4時間12人（6月25日、ビッグモーカル）全12名
- 人気AV女優有村千佳×アニメコスプレ ～本能剥き出しディープキス中出し性交～ 有村千佳（6月26日、TMA）
- DANCER QUEEN DX 4時間（6月30日、ジャネス）全5名
- 新人・デビューベスト 4時間（7月3日、h.m.p）全7名
- 汗だくスポコスレズビアン 有村千佳・南梨央奈（7月7日、ビビアン）
- 寝盗らせる度に女に成長する新妻 有村千佳（7月10日、TMA）
- 僕の視線を釘づけにする挑発パンチラ（7月15日、ジャネス）全6名
- 淫乱W痴女のザーメン狩り 2人の美女に同時に●されていく至極のエクスタシー（7月15日、ジャネス）全8名
- レズれ！祝2周年記念「マブダチとレズれ！」ベスト 8時間スペシャル！（7月19日、レズれ！）全11名
- 「もう、イッちゃいそうです･･･」超エロイ制服お姉さんたちに淫語を浴びせられながらチ○ポをイジられ暴発寸前な僕！3分もちましぇーん！！（7月19日、Gossip）全5名
- 宇宙企画究極の中出しBEST8時間スペシャル（7月24日、宇宙企画）全50名
- 妄想彼女のエロ癒し エッチで甘えん坊な恋人と思いっきりイチャつきたい 有村千佳（8月1日、Fetish Box）
- COCOON anthology 5（8月6日、SILK LABO）全8名
- 真夏の水着スペシャル ビキニ×競泳水着×スク水 8時間 50選！！（8月7日、クリスタル映像）全50名
- 人妻を痙攣するほどイカせまくりたい！「ダ、ダメッ･･･イッグゥゥー！」オマ●コ汁を垂らしまくりリアルに反応する彼女たちに辛抱たまらずフル勃起！！ 2 240分（8月11日、ラハイナ東海）全16名
- ノーモザイク・レズれ！（8月19日、レズれ！）全10名
- 鉄板 有村千佳 9本番（8月19日、TEPPAN）
- 【迷ったらコレ！】再生して3分で即ヌケます。超エロい淫語連発セックス！！ 有村千佳 4時間（8月25日、ビッグモーカル）
- 淫脚フェチ 究極の美脚コキでぶっこきたい（8月30日、ジャネス）全7名
- むっちりプリ尻ブルマの課外授業 有村千佳（9月1日、Fetish Box）
- とろけるような射精をもう一度...。2回連続で絶頂快楽に〇いしれるM男たち（9月15日、未来）全6名
- 有村千佳コスプレ大全集 2 8時間（9月25日、TMA）
- あまりのかわいさに思わずキュン死に！？ 女の子が本当にかわいいと思える悶絶レベルに超キュート映像20選！！（10月9日、クリスタル映像）全19名
- 奇跡のスーパーアイドル女優 有村千佳 BEST 4時間（10月15日、ジャネス）
- 有村千佳 レズれ！プレミアムBEST 8時間（10月19日、レズれ！）
- 抜きやすさバッチリ!!オナニー専用フェラチオメガMIX!!フェラチオマスター編!!20人4時間（11月13日、ケイ・エム・プロデュース）全20名
- ゆっくりとシゴいてたっぷりとイカせてあげる 究極のスローな手淫で悶絶射精（11月15日、未来）全6名
- モテナイ男たちの温泉旅、突然オマ●コを見せつけ誘惑してくる痴女にキン●マ空っぽになるまでオモチャにされちゃいました！ 有村千佳（11月17日、ラハイナ東海）
- ちかっち今までありがとう！コスプレの似合う正統派美女 有村千佳 16時間（11月19日、ROOKIE）
- M性感チャイナドレス 美貌と絶技を兼ね備えた究極のエステティシャン 180分 SP（11月30日、未来）全4名
- 超一流の性感エステ系風俗のススメ（11月30日、ジャネス）全7名
- 性欲解放 ～絡み合う濃厚接吻と求め合う情熱性交～ PREMIUM BEST 8時間（12月11日、TMA）全5名
- ベロキス接吻MANIAX 私の唾液、とっても甘くて美味しいでしょ？（12月15日、未来）全7名

- オシャブリーナ フェラチオがしたくてたまらないおしゃぶり痴女 有村千佳（1月1日、Fetish Box）
- 昼下がりの若妻は色気ムンムンで僕のチ○ポは激勃起！それを見て発情したのかパンティは濡れまくり、羞恥心で興奮が止まらない！！ 2 有村千佳（1月1日、設定思考）
- 生まれて初めての金蹴り（1月5日、フリーダム）全46名
- 我が子で性欲を満たす近親相姦に溺れる人妻4時間 2（1月8日、NON）全20名
- Love＆Smile Forever 有村千佳 BEST 4時間（1月16日、ジャネス）
- 完全主観！旦那のチ○ポをねっとりとフェラチオしたがる美人妻（2月10日、未来）全9名
- 生ハメ中出し 100人8時間（3月11日、ケイ・エム・プロデュース）全100名
- 糸引きベロチューで誘惑してくるエッチモードお姉さんに勃起チ○ポをたっぷり可愛がってもらい、最後の一滴まで絞り取られてしまった僕 有村千佳（3月19日、設定思考）
- 超人気AVダンサーの乱痴気ストリップ！イイ女がお下劣に腰をシェイクしながらヌギヌギダンス！AV未満、超エグ･･･もう限界！！（3月22日、ラハイナ東海）全4名
- M男くんの超敏感ポイント「包茎チ○ポ」に興味津々で予想以上に大ハシャギする小悪魔な女の子たち（3月30日、未来）全7名
- 絶対コレやってみたい！ドキドキするくらい美人なお姉さんにエッチな言葉をいっぱい言われながら優しくねっとり手コキで鬼射精（3月30日、未来）全7名
- 温泉旅館で逆痴漢する女性客と遭遇！オマ●コ見せられ目のやり場に困ってたらキン●マ空っぽになるまでやられた！ 有村千佳（4月15日、ジャネス）
- オネダリ妊娠中出し受精 孕ませて欲しがる美人妻たち（4月15日、未来）全7名
- ふたなり×ふたなり 大量射精＆大量潮噴き コンプリートBEST8時間（4月19日、ROOKIE）全8名
- 未公開！24人の人気女優の主観淫語フェラ 4時間（4月22日、TMA）全24名
- 宇宙企画35周年Anniversary！永久保存版100タイトル10時間BEST！（4月22日、宇宙企画）多数出演
- 萌えコス七変化 コスプレcollection 4時間 有村千佳（4月30日、ジャネス）
- 淫語で鬼手コキ BEST 31名4時間 凄テクお姉さんたちにガマン汁いっぱい出るまで寸止めされ脳内刺激されるM男たち（5月15日、未来）全31名
- プラチナガール パーツモデルのバイト面接に来た彼女となし崩しにセックスする。千佳ちゃん22才 有村千佳（5月25日、ハイウェイスター）
- ひとりエッチ中毒 有村千佳の本気汁オナニー BEST8 「私のオメ○見ながらシコシコしてね！」 有村千佳（5月30日、ジャネス）
- 極上人気アイドル 中出し10連発 SUPER COLLECTION 2（6月10日、million）全15名
- M男限定 リアルボンデージ痴女の寸止め 手コキBEST 4時間 発射した後もマッハ手コキで昇天してしまった僕 32名収録！！（6月14日、ラハイナ東海）全32名
- TMA貧乳コスプレ大全集 8時間（6月24日、TMA）全20名
- 美人エステティシャンたちのアナル丸見えディルドオナニーを尻フェチアングルでおま○こドアップで見せるのでセンズリ素材としてはバッチリです 2（6月28日、ラハイナ東海）全5名
- 有村千佳の痴女手コキ12シーン エロコスと凄テク、寸止めでしごかれてドピュドピュ発射させられちゃいました！ 有村千佳（6月30日、ジャネス）
- オナニー大好き自慰ガール 有村千佳（6月30日、ジャネス）
- 「あなた…助けて…」人妻レイプ 夫以外の勃起チ●ポを無理ヤリ突っ込まれヒイヒイ言いまくるカリスマ主婦モデル 日頃、欲求不満のせいかマン汁垂れまくり 有村千佳（7月26日、ラハイナ東海）
- ブル射 むっちりブルマの尻コキで大発射（7月30日、ジャネス）全6名
- 知ってます? 可愛い女○校生に限って実はヤリマンが多くて、ピンク色の肉ビラが超やわらかくてぷにぷにしてるって。発情期でドスケベなマ○コが疼いて止まらないエッチなJK Vol.2（8月15日、未来）全6名
- 「俺の」センズリ 至近距離でフル勃起チ○ポをじっくり見ていて欲しい･･･。4時間スペシャル（8月15日、ジャネス）全20名
- アダム徳永 presents 女性の為のスローセックス 第1章 有村千佳（8月18日、SODクリエイト）
- 「有村千佳」オマ○コオナニーサポート クリトリスをフル勃起させおっぴろげで挑発！マン汁をアナルまで垂れ流しながらイキまくる！！ 有村千佳（8月23日、ラハイナ東海）
- COCOON anthology 6（9月8日、SILK LABO）全6名
- 凄腕テクでイカされる濃厚射精と男の潮吹き 有村千佳（9月25日、ジャネス）
- 蒸れたパンスト足先 36名6時間コンプリート 薄いナイロンの光沢につつまれたつま先を舐めつくす！（11月27日、ジャネス）全36名
- オマ○コ指入れオナニー 25人 4時間スペシャル 抜き差しバッチリでマン汁が絡みつく本気（マジ）イキ自慰！（11月27日、ジャネス）全25名

- 月刊ジャネス 16 BANG！BANG！連続射精マスターに凄テクでイカされる男たち 4時間（1月17日、ジャネス）全12名
- 会社では上司のセクハラに感じ濡れちゃってる！ 24歳スレンダー真性淫乱美女！！ 有村千佳（1月25日、H-ONE）※「プラチナガール パーツモデルのバイト面接に来た彼女となし崩しにセックスする。千佳ちゃん22才」（ハイウェイスター）と同内容
- 皮被り大好き女。包茎チ○ポが大好きな痴女が丁寧にフェラ＆手コキ＆セックスで淫語責め大量射精。 4時間 12人（2月15日、ビッグモーカル）全12名
- ボンデージの虜SPECIAL ペニバンQUEENのアナルFUCKコレクション 4時間 【前篇】（4月11日、未来）全11名
- あの頃のキモチでセックスしてみました。人気AV女優デビュー作リメイク4時間（6月2日、h.m.p）全5名
- 男の潮吹きビフォア・アフター 前潮・射精・後潮のマルチプルオルガズム（6月13日、未来）全6名
- 寸止めM性感サロン 限界ボッキって射精するより気持ち良くありません？（7月11日、未来）全7名
- この淫語がすごい!大賞。 理性が吹き飛ぶ卑猥な言葉責めをされながら美少女と痴女セックスで狂え。有村千佳 10本番 4時間 (7月25日、ビッグモーカル) ※単体ベスト
- 痙攣絶頂ヤリまくり無心でイキまくるオンナたち 8時間（8月4日、テクノブレイク）全20名
- 覗かれた人妻 完全盗撮スペシャル 第1幕覗きの誘惑 (9月2日、アメイジングD.C.)
- 有村千佳が教える極上スレンダー美女の誘惑筆下ろし 有村千佳（10月4日、高澤）
- 女子○生オマ○コおっぴろげダンス スーパーベスト4時間（10月6日、OFFICE K’S）全13名
- 私立KMPエロエロ学園 超豪華100タイトル 8時間BEST（10月13日、million）多数出演

- 極楽！シゴキまくられる手コキ射精 26人4時間（3月23日、おかず。）全26名
- デリヘルレズビアン 5時間BEST（4月6日、OFFICE K’S）全22名
- 超殿堂！スーパーアイドル スーパーコンプリート 8時間 20人 ～永久保存版～（4月13日、million）全20名
- 人気AV女優×アニメコスプレ ～本能剥き出しディープキス中出し性交～ PREMIUM BEST 8時間（4月27日、TMA）全7名
- 美人だらけの顔面騎乗スペシャル！！ 5時間（10月19日、OFFICE K’S）全17名
- 貧乳美少女コスプレ PREMIUM BEST 8時間（10月26日、TMA）全28名
- 苛めっ娘ヤンキーをクラス全員で協力して禁欲中出し輪姦で孕ませるまでの七日間計画 咲々原リン (11月1日、ムーディーズ) ※エキストラ

- レズれ！アクメに溺れる絶頂バスルームぐしょ濡れセックス 厳選ベスト5時間 こんなところでクリを擦り合いピクピクするオンナ達をお見せします！（6月19日、レズれ！）全51名
- ドスケベ水着に着替えた美少女コスプレイヤーPREMIUM BEST 8時間（9月27日、TMA）全20名
- 大量の精子を美顔にぶっかける快感射精！30人4時間（11月22日、レアル・ワークス）全30名
- 永遠に続く無限中出しセックス 30人計200発以上（12月27日、million）全30名

- 温泉湯上り美女 ほてった身体とアソコで、ラブラブセックス三昧（4月3日、h.m.p）全9名
- マン毛ボーボー ～処理していない自然派女子にどういうわけか興奮させられる30人（6月7日、桃太郎映像出版）全30名
- M男に〇制飲尿！小便顔面騎乗スペシャル（10月1日、OFFICE K’S）全31名
- 美少女宅配レンタル 12人4時間SP（11月6日、クリスタル映像）全12名

- 脚責め天国！集団美脚イジメ 総集編（3月1日、BAZOOKA）全37名
- 黒ストッキングを履いた艶やかな美脚33名が大集結！！PERFECT BEST 4時間（9月28日、BAZOOKA）全33名

- 温泉に現れて男を喰いまくる痴女たち（11月28日、マザー）全3名

### イメージDVD
- はずエロ 村田ちか（2012年6月29日、オルスタックピクチャーズ）※「村田ちか」名義
- 卑猥なマッサージ 村田ちか（2012年9月28日、オルスタックピクチャーズ）※「村田ちか」名義
- エロキュート 有村千佳（2015年2月27日、オルスタックピクチャーズ）
- Chika ありのまま、ちかづいて 有村千佳（2015年3月26日、REbecca）

### アダルト配信
- MIKU（2011年3月12日、HimeMix）
- なみか（2011年6月11日、G-AREA）
- ちか（2011年9月30日、乙女日和）
- Chika 2（2012年4月14日、S-CUTE）
- ちか（2012年8月17日、Tokyo247）
- 素人娘にお願いしました。 22歳カフェ店員（2012年11月2日、ゲンエキ）
- さき（2012年12月21日、kawaii*ぱんぴぃ）
- ちか（2013年2月7日、フラワー）
- ちか 2（2013年5月4日、Tokyo247）
- 千佳（2013年12月27日、やらしい素人）
- 千佳（2014年5月3日、KAKUJITSU）
- ちか（2014年7月31日、ボクとカノジョ。）
- ちか 3（2014年11月2日、Tokyo247）
- ちか（2015年1月9日、超素人）
- ちか（2015年10月20日、人妻パラダイス）
- 千佳（2016年3月9日、シロウトタッチ）
- ちか（2015年6月11日、STREET ANGELS）
- 石原なつみ（2015年8月14日、Real-file）
- 千佳（2016年9月26日、シロウトタッチ）
- 配信限定 美少女コレクション 4時間BEST（10月24日、BAZOOKA）全10名
- ちか（2017年3月28日、すももちゃん）
- CHIKA（2017年6月4日、A子さん）
- えみ（2018年3月1日、LadyHunter）
- ちか 2（2018年7月31日、STREET ANGELS）
- ちか様 2（2019年3月15日、スタジオワイフ）
- チカ（2020年5月16日、シロウトゲッター）
- ちか（2020年11月25日、素人道）

### アダルトサイト
- きえ 19歳 （PERFECT-G）
- No.394 MIKU （Hime Mix）
- FILE:331 石原なつみ （REAL FILE）
- No.332 木村恵梨香 （舞ワイフ）
- No.310 有村千佳 （人妻パラダイスGOLD）
- #231 Chika （S-Cute）
- No.365 有村千佳 （Tokyo247）
- No.409 有村千佳 （Tokyo247）
- No.181 有村千佳 （LOVEPOP）
- No.481 有村千佳 （Tokyo247）

### CD
- ガルボ（Milky Pop Generation、MPCD-15017、2013.04.03）

| #         | タイトル                   | 作詞  | 作曲・編曲 | 時間 |
| --------- | -------------------------- | ----- | ---------- | ---- |
| 1.        | 「ガルボ」                 |       |            | 4:05 |
| 2.        | 「かぼちゃとボディボード」 |       |            | 3:31 |
| 3.        | 「Naked Queen」            |       |            | 3:36 |
| 合計時間: | 合計時間:                  | 11:12 |            |      |

配信シングル
- 笑顔の季節(COSPOP、2013.06.01)
- リブマイライフ(COSPOP、2014.04.09)

## 出演

### 映画
- 欲望の化身（2019年）監督:林川ケイテル [10]

### オリジナルビデオ
- 上司の妻 不妊から生まれた淫劇（2011年、ライズアグリゲート）[11]
- 疼くカラダ 溢れ出す性衝動スペシャル（2011年）監督:北野元 [12]
- ワルアナ（2012年8月17日、オールインエンタテインメント）監督:カワノゴウシ[13][14]
- 有村千佳 君と僕の完璧な世界（2014年1月15日、h.m.p）監督:岡本ちあり[15]
- 24時間かすみレディオ2013 DVD-BOX (2014年、つくばテレビ)
- 35歳の童貞男（2015年3月13日、東映ビデオ）監督:吉行由実 - 伊勢崎ミズホ 役[16]
- 覗きの誘惑（2015年9月2日、CRプロジェクト）監督:山上カヲル - 良美 役[17]
- 覗かれた人妻 完全盗撮スペシャル（2017年9月2日、CRプロジェクト）監督:山上カヲル・蒲原生人※「覗きの誘惑/有村千佳」他を収録 - エロスドラマシリーズ「覗かれた人妻」の総集編[18]
- 有村千佳が教える極上スレンダー美女の誘惑筆下ろし（2017年9月29日、ネクスタシーEX）監督:吉行由実 - 伊勢崎ミズホ 役

### テレビ
- 24時間かすみレディオ2013（2013年9月28日 、エンタ!959） 共演：かすみ果穂ほか
- ビートたけしの親切な人が5千万円貸してくれないかTV （2013年12月27日、TBS）
- FNS27時間テレビ（2014年7月26-27日、フジテレビ）
  - さんま・中居の今夜も眠れない
    - 絶対にハニートラップをかけないセクシー女優さんの携帯番号をゲットしよー!のコーナー（27日01時30分-）共演：木村拓哉、榎並大二郎（フジテレビアナウンサー）、初美沙希、さとう遥希、桜井あゆ、友田彩也香、古川いおり、水城奈緒、二宮ナナ

### web配信
- 今夜はみんなでOne for All（2011年7月23日、あっ!とおどろく放送局）
- Marks group×Lotus group PresentsオールスターAV女優ここに集結！エロ汁ブシャームラムラ祭り(2014年5月30日、ニコニコ生放送)共演：阿部乃みく、かすみ果穂、羽月希、桜井彩、さとう遥希、初美沙希、安田理央

### ゲーム

#### PlayStation 3・PlayStation 4
- 龍が如く0 誓いの場所（2015年3月12日、セガ）キャバクラ嬢・千佳役　※個室ビデオ店イメージビデオでも登場

### MV
- 「民法第709条」ミオヤマザキ（2014年、エピックレコードジャパン）[19]

## 書籍

### 写真集
- ARI CHIKA（2012年11月14日、双葉社、撮影：横山こうじ）ISBN 978-4575304732

### トレーディングカード
- ジューシーハニーコレクションカードVol.29（2015年02月14日、株式会社ミント）※紗倉まな、小島みなみとの共同作品

## 新聞

### コラム
- 有村千佳＆白木優子 お色気脱線競馬トーク（2014年4月5日-、東京スポーツ）※隔週土曜日掲載[20]